# Kwalificatiefase voor het hoofdtoernooi van de UEFA Champions League 2018/19
De kwalificatiefase voor het hoofdtoernooi van de UEFA Champions League 2018/19 begon op 26 juni en eindigde op 29 augustus 2018. In totaal namen 53 teams deel aan de kwalificatiefase.

## Data
Alle lotingen vonden plaats in het UEFA hoofdkantoor in Nyon, Zwitserland.
| Fase         | Ronde                    | Datum loting    | Heenwedstrijd                     | Terugwedstrijd              |
| ------------ | ------------------------ | --------------- | --------------------------------- | --------------------------- |
| Kwalificatie | Voorronde                | 12 juni 2018    | 26 juni 2018 (halve finale ronde) | 29 juni 2018 (finale ronde) |
| Kwalificatie | Eerste kwalificatieronde | 19 juni 2018    | 10 en 11 juli 2018                | 17 en 18 juli 2018          |
| Kwalificatie | Tweede kwalificatieronde | 19 juni 2018    | 24 en 25 juli 2018                | 31 juli en 1 augustus 2018  |
| Kwalificatie | Derde kwalificatieronde  | 23 juli 2018    | 7 en 8 augustus 2018              | 14 augustus 2018            |
| Play-off     | Play-offronde            | 6 augustus 2018 | 21 en 22 augustus 2018            | 28 en 29 augustus 2018      |

## Instroming per ronde
In onderstaande lijst is te zien welk land wanneer instroomde en met hoeveel teams het deelnam.
|                                                |                                                | Teams nieuw deze ronde:                                                                                                  | Teams van de vorige ronde: |
| ---------------------------------------------- | ---------------------------------------------- | --- | --- |
| Voorronde (4 teams)                            | Voorronde (4 teams)                            | - 4 kampioenen van de landen 52–55                                                                                       | |
| Eerste kwalificatieronde (34 teams) (32 teams) | Eerste kwalificatieronde (34 teams) (32 teams) | - 33 kampioenen van de landen 18–51 (zonder Liechtenstein) - 31 kampioenen van de landen 20–51 (zonder Liechtenstein)    | - 1 winnaar van de voorronde.                                                                                                 |
| Tweede kwalificatieronde                       | Kampioenen (20 teams)                          | - 3 kampioenen van de landen 15–17 - 4 kampioenen van de landen 16–19                                                    | - 17 winnaars van de 1e kwalificatieronde - 16 winnaars van de 1e kwalificatieronde                                           |
| Tweede kwalificatieronde                       | Niet-kampioenen (6 teams) (4 teams)            | - 6 nummers 2 van de landen 10–15 - 4 nummers 2 van de landen 12–15                                                      | |
| Derde kwalificatieronde                        | Kampioenen (12 teams)                          | - 2 kampioenen van de landen 13–14 - 2 kampioenen van de landen 14–15                                                    | - 10 winnaars van de tweede kwalificatieronde (Kampioenen)                                                                    |
| Derde kwalificatieronde                        | Niet-kampioenen (8 teams)                      | - 3 nummers 2 van de landen 7–9 - 5 nummers 2 van de landen 7–11 - 2 nummers 3 van de landen 5–6 - 1 nummer 3 van land 6 | - 3 winnaars van de tweede kwalificatieronde (Niet-kampioenen) - 2 winnaars van de tweede kwalificatieronde (Niet-kampioenen) |
| Play-off ronde                                 | Kampioenen (8 teams)                           | - 2 kampioenen van de landen 11–12 - 2 kampioenen van de landen 12–13                                                    | - 6 winnaars van de derde kwalificatieronde (Kampioenen)                                                                      |
| Play-off ronde                                 | Niet-kampioenen (4 teams)                      | | - 4 winnaars van de derde kwalificatie ronde (Niet-kampioenen)                                                                |

## Deelnemende clubs
Onderstaande tabel geeft alle deelnemende clubs weer. Ook toont het in welke ronde de club van start ging en in welke ronde het werd uitgeschakeld.
| Competitie | Voorronde                                           | Voorronde | Eerste kwalificatieronde | Eerste kwalificatieronde | Tweede kwalificatieronde | Tweede kwalificatieronde | Derde kwalificatieronde  | Derde kwalificatieronde | Play-offronde        | Play-offronde |
| | Team                                                | Coeff.    | Team                     | Coeff.                   | Team                     | Coeff.                   | Team                     | Coeff.                  | Team                 | Coeff.        |
| --- | --------------------------------------------------- | --------- | ------------------------ | ------------------------ | ------------------------ | ------------------------ | ------------------------ | ----------------------- | -------------------- | ------------- |
| Kampioenen | FC Santa Coloma 1                                   | 02.750    | APOEL Nicosia 2          | 27.000                   | Ludogorets 2             | 37.000                   | Celtic 2                 | 31.000                  | Red Bull Salzburg 4  | 55.500        |
| Kampioenen | Lincoln Red Imps 1                                  | 02.750    | The New Saints 2         | 05.000                   | Legia Warschau 2         | 24.500                   | Astana 2                 | 21.750                  | PSV 5                | 36.000        |
| Kampioenen | La Fiorita 1                                        | 01.750    | Zrinjski Mostar 2        | 03.750                   | Sheriff Tiraspol 2       | 14.750                   | Qarabağ 2                | 20.500                  | Young Boys 5         | 20.500        |
| Kampioenen |                                                     |           | F91 Dudelange 2          | 03.500                   | FC Midtjylland 3         | 11.500                   | Malmö FF 2               | 14.000                  | BATE Borisov 3       | 20.500        |
| Kampioenen |                                                     |           | Valletta FC 2            | 03.250                   | Hapoel Beër Sjeva 2      | 10.000                   | FK Shkendija 79 Tetovo 2 | 03.500                  | Dinamo Zagreb 3      | 17.500        |
| Kampioenen |                                                     |           | Víkingur Gøta 2          | 03.000                   | Rosenborg BK 2           | 09.000                   | Spartak Trnava 2         | 03.500                  | Rode Ster Belgrado 2 | 10.750        |
| Kampioenen |                                                     |           | Crusaders 2              | 03.000                   | HJK Helsinki 2           | 08.000                   |                          |                         | AEK Athene 4         | 10.000        |
| Kampioenen |                                                     |           | Olimpija Ljubljana 2     | 02.900                   | KF Kukësi 2              | 04.250                   |                          |                         | Videoton 2           | 04.250        |
| Kampioenen |                                                     |           | Alashkert 2              | 02.500                   | CFR Cluj 3               | 04.090                   |                          |                         |                      |               |
| Kampioenen |                                                     |           | Sutjeska Nikšić 2        | 02.500                   | Sūduva Marijampolė 2     | 02.000                   |                          |                         |                      |               |
| Kampioenen |                                                     |           | Cork City 2              | 01.750                   |                          |                          |                          |                         |                      |               |
| Kampioenen |                                                     |           | Spartaks Jūrmala 2       | 01.750                   |                          |                          |                          |                         |                      |               |
| Kampioenen |                                                     |           | Valur Reykjavík 2        | 01.650                   |                          |                          |                          |                         |                      |               |
| Kampioenen |                                                     |           | FC Flora Tallinn 2       | 01.250                   |                          |                          |                          |                         |                      |               |
| Kampioenen |                                                     |           | Torpedo Koetaisi 2       | 01.000                   |                          |                          |                          |                         |                      |               |
| Kampioenen |                                                     |           | FC Drita 1               | 00.000                   |                          |                          |                          |                         |                      |               |
| |                                                     |           |                          |                          |                          |                          |                          |                         |                      |               |
| Niet-kampioenen |                                                     |           |                          |                          | FC Basel 3               | 71.000                   | Fenerbahçe 4             | 23.500                  | Benfica 4            | 80.000        |
| Niet-kampioenen |                                                     |           |                          |                          | Sturm Graz 3             | 06.570                   | Spartak Moskou 4         | 13.500                  | Dynamo Kiev 4        | 62.000        |
| Niet-kampioenen |                                                     |           |                          |                          |                          |                          | Standard Luik 4          | 12.500                  | Ajax 3               | 53.500        |
| Niet-kampioenen |                                                     |           |                          |                          |                          |                          | Slavia Praag 4           | 07.500                  | PAOK Saloniki 3      | 29.500        |
| |                                                     |           |                          |                          |                          |                          |                          |                         |                      |               |
| \| Legenda \| \| \| Symbool/kleur \| \| \| 1 \| Ingestroomd in de voorronde \| \| 2 \| Ingestroomd in de eerste kwalificatieronde \| \| 3 \| Ingestroomd in de tweede kwalificatieronde \| \| 4 \| Ingestroomd in de derde kwalificatieronde \| \| 5 \| Ingestroomd in de play-offronde \| \| \| Door naar het hoofdtoernooi van de Champions League \| \| \| Door naar het hoofdtoernooi van de Europa League \| |                                                     |           |                          |                          |                          |                          |                          |                         |                      |               |
| Legenda |                                                     |           |                          |                          |                          |                          |                          |                         |                      |               |
| Symbool/kleur |                                                     |           |                          |                          |                          |                          |                          |                         |                      |               |
| 1 | Ingestroomd in de voorronde                         |           |                          |                          |                          |                          |                          |                         |                      |               |
| 2 | Ingestroomd in de eerste kwalificatieronde          |           |                          |                          |                          |                          |                          |                         |                      |               |
| 3 | Ingestroomd in de tweede kwalificatieronde          |           |                          |                          |                          |                          |                          |                         |                      |               |
| 4 | Ingestroomd in de derde kwalificatieronde           |           |                          |                          |                          |                          |                          |                         |                      |               |
| 5 | Ingestroomd in de play-offronde                     |           |                          |                          |                          |                          |                          |                         |                      |               |
| | Door naar het hoofdtoernooi van de Champions League |           |                          |                          |                          |                          |                          |                         |                      |               |
| | Door naar het hoofdtoernooi van de Europa League    |           |                          |                          |                          |                          |                          |                         |                      |               |

## Kwalificatiefase
De UEFA hanteerde de volgende voorwaarden bij de lotingen.
- Clubs uit de landen Servië en Kosovo konden niet tegen elkaar loten. Dit gold ook voor de landen Bosnië en Herzegovina en Kosovo, maar ook voor Rusland en Oekraïne.
 Opmerking: Mocht deze voorwaarden zich toch voordoen, dan werd er geschoven met de wedstrijden om toch een juiste loting te krijgen.
- De wedstrijden in de voorronde werden over één wedstrijd gespeeld.
- De wedstrijden vanaf de eerste kwalificatieronde werden over twee wedstrijden gespeeld (heen en terug).

### Voorronde
Aan de voorronde deden 4 teams mee. De loting vond plaats op 12 juni 2018. De halve finales werden gespeeld op 26 juni, de finale op 29 juni 2018. Deze wedstrijden werden allemaal gespeeld in het Victoria Stadium te Gibraltar. De verliezende clubs stroomden door naar de tweede kwalificatieronde (kampioenen) van de UEFA Europa League 2018/19.

#### Loting
| Geplaatst | Geplaatst | Ongeplaatst | Ongeplaatst |
| Team | Coeff.    | Team        | Coeff.      |
| --- | --------- | ----------- | ----------- |
| FC Santa Coloma | 02.750    | La Fiorita  | 01.750      |
| Lincoln Red Imps | 02.750    | FC Drita    | 00.000      |
| \| Legenda \| \| Geplaatst voor de volgende ronde (eerste kwalificatieronde) \| \| Geplaatst voor de Europa League (tweede kwalificatieronde (kampioenen)) \| |           |             |             |
| Legenda |           |             |             |
| Geplaatst voor de volgende ronde (eerste kwalificatieronde)                                                                                                   |           |             |             |
| Geplaatst voor de Europa League (tweede kwalificatieronde (kampioenen))                                                                                       |           |             |             |

| Halve finales    | Halve finales | Halve finales    |
| Team 1           |               | Team 2           |
| ---------------- | ------------- | ---------------- |
| FC Santa Coloma  | 0 – 2 (n.v.)  | FC Drita         |
| La Fiorita       | 0 – 2         | Lincoln Red Imps |
| Finale           |               |                  |
| Team 1           |               | Team 2           |
| Lincoln Red Imps | 1 – 4 (n.v.)  | FC Drita         |

#### Wedstrijden

##### Halve finales
|                        |                 |            |                                    | |
| 26 juni 2018 17:00 uur | FC Santa Coloma | 0 – 2 n.v. | FC Drita *                         | Stadion: Victoria Stadium, Gibraltar Toeschouwers: 288 Scheidsrechter: Paul McLaughlin Assistenten: Darragh Keegan Assistenten: Darren Carey Vierde official: Sean Grant |
| 26 juni 2018 17:00 uur |                 | Verslag    | 99' Shabani 105+3' (pen.) Gërbeshi | Stadion: Victoria Stadium, Gibraltar Toeschouwers: 288 Scheidsrechter: Paul McLaughlin Assistenten: Darragh Keegan Assistenten: Darren Carey Vierde official: Sean Grant |
| 26 juni 2018 17:00 uur |                 |            |                                    | Stadion: Victoria Stadium, Gibraltar Toeschouwers: 288 Scheidsrechter: Paul McLaughlin Assistenten: Darragh Keegan Assistenten: Darren Carey Vierde official: Sean Grant |
| 26 juni 2018 17:00 uur |                 |            |                                    | Stadion: Victoria Stadium, Gibraltar Toeschouwers: 288 Scheidsrechter: Paul McLaughlin Assistenten: Darragh Keegan Assistenten: Darren Carey Vierde official: Sean Grant |
|                        |                 |            |                                    | |

|                        |            |         |                         | |
| 26 juni 2018 21:00 uur | La Fiorita | 0 – 2   | Lincoln Red Imps *      | Stadion: Victoria Stadium, Gibraltar Toeschouwers: 840 Scheidsrechter: Jørgen Daugbjerg Burchardt Assistenten: Heine Sørensen Assistenten: Niels Høg Vierde official: Michael Johansen |
| 26 juni 2018 21:00 uur |            | Verslag | 2' Hernandez 51' Moreno | Stadion: Victoria Stadium, Gibraltar Toeschouwers: 840 Scheidsrechter: Jørgen Daugbjerg Burchardt Assistenten: Heine Sørensen Assistenten: Niels Høg Vierde official: Michael Johansen |
| 26 juni 2018 21:00 uur |            |         |                         | Stadion: Victoria Stadium, Gibraltar Toeschouwers: 840 Scheidsrechter: Jørgen Daugbjerg Burchardt Assistenten: Heine Sørensen Assistenten: Niels Høg Vierde official: Michael Johansen |
| 26 juni 2018 21:00 uur |            |         |                         | Stadion: Victoria Stadium, Gibraltar Toeschouwers: 840 Scheidsrechter: Jørgen Daugbjerg Burchardt Assistenten: Heine Sørensen Assistenten: Niels Høg Vierde official: Michael Johansen |
|                        |            |         |                         | |

##### Finale
|                        |                         |            |                                                                       | |
| 29 juni 2018 20:30 uur | Lincoln Red Imps        | 1 – 4 n.v. | FC Drita *                                                            | Stadion: Victoria Stadium, Gibraltar Toeschouwers: 468 Scheidsrechter: Manfredas Lukjančukas Assistenten: Aleksandr Radiuš Assistenten: Vladimir Gerasimov Vierde official: Jurij Paškovskij |
| 29 juni 2018 20:30 uur | Corral 61' Lopes 105+2' | Verslag    | 2', 105+3' (pen.) Leci 66', 101' Gërbeshi 120' Shabani 120+4' Neziraj | Stadion: Victoria Stadium, Gibraltar Toeschouwers: 468 Scheidsrechter: Manfredas Lukjančukas Assistenten: Aleksandr Radiuš Assistenten: Vladimir Gerasimov Vierde official: Jurij Paškovskij |
| 29 juni 2018 20:30 uur |                         |            |                                                                       | Stadion: Victoria Stadium, Gibraltar Toeschouwers: 468 Scheidsrechter: Manfredas Lukjančukas Assistenten: Aleksandr Radiuš Assistenten: Vladimir Gerasimov Vierde official: Jurij Paškovskij |
| 29 juni 2018 20:30 uur |                         |            |                                                                       | Stadion: Victoria Stadium, Gibraltar Toeschouwers: 468 Scheidsrechter: Manfredas Lukjančukas Assistenten: Aleksandr Radiuš Assistenten: Vladimir Gerasimov Vierde official: Jurij Paškovskij |
|                        |                         |            |                                                                       | |

### Eerste kwalificatieronde
Aan de eerste kwalificatieronde deden 32 teams mee, 31 nieuwe teams en de winnaar van de voorronde. De loting vond plaats op 19 juni 2018. De heenwedstrijden werden gespeeld op 10 en 11 juli, de terugwedstrijden op 17 en 18 juli 2018. De verliezende clubs stroomden door naar de tweede kwalificatieronde van de UEFA Europa League 2018/19.

#### Loting
| Geplaatst | Geplaatst                                                          | Ongeplaatst        | Ongeplaatst |
| Team | Coeff.                                                             | Team               | Coeff.      |
| --- | ------------------------------------------------------------------ | ------------------ | ----------- |
| Ludogorets | 37.000                                                             | Shkendija Tetovo   | 03.500      |
| Celtic | 31.000                                                             | F91 Dudelange      | 03.500      |
| APOEL Nicosia | 27.000                                                             | Spartak Trnava     | 03.500      |
| Legia Warschau | 24.500                                                             | Valletta FC        | 03.250      |
| Astana | 21.750                                                             | Víkingur Gøta      | 03.000      |
| Qarabağ | 20.500                                                             | Crusaders          | 03.000      |
| Sheriff Tiraspol | 14.750                                                             | Olimpija Ljubljana | 02.900      |
| Malmö FF | 14.000                                                             | FC Drita           | (02.750)    |
| Rode Ster Belgrado | 10.750                                                             | Alashkert          | 02.500      |
| Hapoel Beër Sjeva | 10.000                                                             | Sutjeska Nikšić    | 02.500      |
| Rosenborg BK | 09.000                                                             | Sūduva Marijampolė | 02.000      |
| HJK Helsinki | 08.000                                                             | Cork City          | 01.750      |
| The New Saints | 05.000                                                             | Spartaks Jūrmala   | 01.750      |
| Videoton | 04.250                                                             | Valur Reykjavík    | 01.650      |
| KF Kukësi | 04.250                                                             | FC Flora Tallinn   | 01.250      |
| Zrinjski Mostar | 03.750                                                             | Torpedo Koetaisi   | 01.000      |
| \| Legenda \| \| \| Geplaatst voor de volgende ronde (tweede kwalificatieronde (kampioenen)) \| \| \| Geplaatst voor de Europa League (tweede kwalificatieronde (kampioenen)) \| \| \| Symbool: \| Betekenis: \| \| (.....) \| Door op de hoogste gekwalificeerde coëfficiënt uit de vorige ronde \| |                                                                    |                    |             |
| Legenda |                                                                    |                    |             |
| Geplaatst voor de volgende ronde (tweede kwalificatieronde (kampioenen)) |                                                                    |                    |             |
| Geplaatst voor de Europa League (tweede kwalificatieronde (kampioenen)) |                                                                    |                    |             |
| Symbool: | Betekenis:                                                         |                    |             |
| (.....) | Door op de hoogste gekwalificeerde coëfficiënt uit de vorige ronde |                    |             |

Voorloting
| Groep 1                                                        | Groep 1                                                                               | Groep 2                                                      | Groep 2                                                      | Groep 3                                                                      | Groep 3                                                                                |
| Geplaatst                                                      | Ongeplaatst                                                                           | Geplaatst                                                    | Ongeplaatst                                                  | Geplaatst                                                                    | Ongeplaatst                                                                            |
| -------------------------------------------------------------- | ------------------------------------------------------------------------------------- | ------------------------------------------------------------ | ------------------------------------------------------------ | ---------------------------------------------------------------------------- | -------------------------------------------------------------------------------------- |
| APOEL Nicosia Qarabağ Sheriff Tiraspol The New Saints Videoton | Shkendija Tetovo F91 Dudelange Olimpija Ljubljana Sūduva Marijampolė Torpedo Koetaisi | Ludogorets Legia Warschau Malmö FF Rosenborg BK HJK Helsinki | Víkingur Gøta Crusaders FC Drita * Cork City Valur Reykjavík | Celtic Astana Rode Ster Belgrado Hapoel Beër Sjeva KF Kukësi Zrinjski Mostar | Spartak Trnava Valletta FC Alashkert Sutjeska Nikšić Spartaks Jūrmala FC Flora Tallinn |

* Deze club was tijdens de loting nog niet bekend.
| Team 1                 | Tot.      | Team 2              | 1e wedstr. | 2e wedstr. |
| ---------------------- | --------- | ------------------- | ---------- | ---------- |
| Torpedo Koetaisi       | 2 – 4     | Sheriff Tiraspol    | 2 – 1      | 0 – 3      |
| FK Shkendija 79 Tetovo | 5 – 4     | The New Saints      | 5 – 0      | 0 – 4      |
| Sūduva Marijampolė     | 3 – 2     | APOEL Nicosia       | 3 – 1      | 0 – 1      |
| Olimpija Ljubljana     | 0 – 1     | FK Qarabağ          | 0 – 1      | 0 – 0      |
| F91 Dudelange          | 2 – 3     | Videoton            | 1 – 1      | 1 – 2      |
| FC Drita               | 0 – 5     | Malmö FF            | 0 – 3      | 0 – 2      |
| Víkingur Gøta          | 2 – 5 *   | HJK Helsinki        | 1 – 2      | 1 – 3      |
| PFK Ludogorets         | 9 – 0     | Crusaders FC        | 7 – 0      | 2 – 0      |
| Cork City              | 0 – 4     | Legia Warschau      | 0 – 1      | 0 – 3      |
| Valur Reykjavík        | 2 – 3     | Rosenborg BK        | 1 – 0      | 1 – 3      |
| KF Kukësi              | (u) 1 – 1 | Valletta FC         | 0 – 0      | 1 – 1      |
| FC Flora Tallinn       | 2 – 7     | Hapoel Beër Sjeva   | 1 – 4      | 1 – 3      |
| Spartaks Jūrmala       | 0 – 2     | Rode Ster Belgrado  | 0 – 0      | 0 – 2      |
| Alashkert              | 0 – 6     | Celtic              | 0 – 3      | 3 - 0      |
| Spartak Trnava         | 2 – 1     | HŠK Zrinjski Mostar | 1 – 0      | 1 – 1      |
| Astana FK              | 3 – 0     | FK Sutjeska Nikšić  | 1 – 0      | 2 – 0      |

Bijz.: * Deze wedstrijd werd omgedraaid na de oorspronkelijke loting.

#### Wedstrijden

##### Heen- en terugwedstrijden
|                        |                                      |         |                  | |
| 10 juli 2018 17:30 uur | Torpedo Koetaisi                     | 2 – 1   | Sheriff Tiraspol | Stadion: Givi Kiladzestadion, Koetaisi Toeschouwers: 7.251 Scheidsrechter: Aleksandrs Golubevs Assistenten: Jevgeņijs Morozovs Assistenten: Raimonds Tatriks Vierde official: Andris Treimanis |
| 10 juli 2018 17:30 uur | Kimadze 24' Koekhijanidze 64' (pen.) | Verslag | 14' Badibanga    | Stadion: Givi Kiladzestadion, Koetaisi Toeschouwers: 7.251 Scheidsrechter: Aleksandrs Golubevs Assistenten: Jevgeņijs Morozovs Assistenten: Raimonds Tatriks Vierde official: Andris Treimanis |
| 10 juli 2018 17:30 uur |                                      |         |                  | Stadion: Givi Kiladzestadion, Koetaisi Toeschouwers: 7.251 Scheidsrechter: Aleksandrs Golubevs Assistenten: Jevgeņijs Morozovs Assistenten: Raimonds Tatriks Vierde official: Andris Treimanis |
| 10 juli 2018 17:30 uur |                                      |         |                  | Stadion: Givi Kiladzestadion, Koetaisi Toeschouwers: 7.251 Scheidsrechter: Aleksandrs Golubevs Assistenten: Jevgeņijs Morozovs Assistenten: Raimonds Tatriks Vierde official: Andris Treimanis |
|                        |                                      |         |                  | |

|                                                                                  |                              |         |                  | |
| 18 juli 2018 19:00 uur                                                           | Sheriff Tiraspol             | 3 – 0   | Torpedo Koetaisi | Stadion: Sheriffstadion, Tiraspol Toeschouwers: 5.740 Scheidsrechter: Peter Kjaesgaard-Andersen Assistenten: Christian Brixen Assistenten: Dennis W. Rasmussen Vierde official: Jørgen Daugbjerg Burchardt |
| 18 juli 2018 19:00 uur                                                           | Badibanga 9' Santos 40', 55' | Verslag |                  | Stadion: Sheriffstadion, Tiraspol Toeschouwers: 5.740 Scheidsrechter: Peter Kjaesgaard-Andersen Assistenten: Christian Brixen Assistenten: Dennis W. Rasmussen Vierde official: Jørgen Daugbjerg Burchardt |
| 18 juli 2018 19:00 uur                                                           |                              |         |                  | Stadion: Sheriffstadion, Tiraspol Toeschouwers: 5.740 Scheidsrechter: Peter Kjaesgaard-Andersen Assistenten: Christian Brixen Assistenten: Dennis W. Rasmussen Vierde official: Jørgen Daugbjerg Burchardt |
| 18 juli 2018 19:00 uur                                                           |                              |         |                  | Stadion: Sheriffstadion, Tiraspol Toeschouwers: 5.740 Scheidsrechter: Peter Kjaesgaard-Andersen Assistenten: Christian Brixen Assistenten: Dennis W. Rasmussen Vierde official: Jørgen Daugbjerg Burchardt |
| Bijz.: Sheriff Tiraspol won over twee wedstrijden met een totaalscore van 2 – 4. |                              |         |                  | |

|                        |                                      |         |                | |
| 10 juli 2018 20:15 uur | Shkendija 79 Tetovo                  | 5 – 0   | The New Saints | Stadion: Philip II Arena, Skopje Toeschouwers: 7.251 Scheidsrechter: Timótheos Christofí Assistenten: Michális Sotiríou Assistenten: Charálampos Georgíou Vierde official: Chrysovalándis Theoulí |
| 10 juli 2018 20:15 uur | Emini 14' Ibraimi 38', 53', 60', 66' | Verslag |                | Stadion: Philip II Arena, Skopje Toeschouwers: 7.251 Scheidsrechter: Timótheos Christofí Assistenten: Michális Sotiríou Assistenten: Charálampos Georgíou Vierde official: Chrysovalándis Theoulí |
| 10 juli 2018 20:15 uur |                                      |         |                | Stadion: Philip II Arena, Skopje Toeschouwers: 7.251 Scheidsrechter: Timótheos Christofí Assistenten: Michális Sotiríou Assistenten: Charálampos Georgíou Vierde official: Chrysovalándis Theoulí |
| 10 juli 2018 20:15 uur |                                      |         |                | Stadion: Philip II Arena, Skopje Toeschouwers: 7.251 Scheidsrechter: Timótheos Christofí Assistenten: Michális Sotiríou Assistenten: Charálampos Georgíou Vierde official: Chrysovalándis Theoulí |
|                        |                                      |         |                | |

|                                                                                     |                                              |         |                     | |
| 17 juli 2018 20:00 uur                                                              | The New Saints                               | 4 – 0   | Shkendija 79 Tetovo | Stadion: Park Hall, Oswestry Toeschouwers: 756 Scheidsrechter: Pavel Orel Assistenten: Petr Blažej Assistenten: Petr Caletka Vierde official: Ondřej Lerch |
| 17 juli 2018 20:00 uur                                                              | Ebbe 15' Redmond 30' Cabango 35' Byrne 90+6' | Verslag |                     | Stadion: Park Hall, Oswestry Toeschouwers: 756 Scheidsrechter: Pavel Orel Assistenten: Petr Blažej Assistenten: Petr Caletka Vierde official: Ondřej Lerch |
| 17 juli 2018 20:00 uur                                                              |                                              |         |                     | Stadion: Park Hall, Oswestry Toeschouwers: 756 Scheidsrechter: Pavel Orel Assistenten: Petr Blažej Assistenten: Petr Caletka Vierde official: Ondřej Lerch |
| 17 juli 2018 20:00 uur                                                              |                                              |         |                     | Stadion: Park Hall, Oswestry Toeschouwers: 756 Scheidsrechter: Pavel Orel Assistenten: Petr Blažej Assistenten: Petr Caletka Vierde official: Ondřej Lerch |
| Bijz.: Shkendija 79 Tetovo won over twee wedstrijden met een totaalscore van 5 – 4. |                                              |         |                     | |

|                        |                      |         |               | |
| 11 juli 2018 18:00 uur | Sūduva Marijampolė   | 3 – 1   | APOEL Nicosia | Stadion: Sūduvastadion, Marijampolė Toeschouwers: 3.378 Scheidsrechter: Fedayi San Assistenten: Stéphane De Almeida Assistenten: Sladan Josipovic Vierde official: Lionel Tschudi |
| 11 juli 2018 18:00 uur | Cicilia 9', 13', 19' | Verslag | 90+4' Caju    | Stadion: Sūduvastadion, Marijampolė Toeschouwers: 3.378 Scheidsrechter: Fedayi San Assistenten: Stéphane De Almeida Assistenten: Sladan Josipovic Vierde official: Lionel Tschudi |
| 11 juli 2018 18:00 uur |                      |         |               | Stadion: Sūduvastadion, Marijampolė Toeschouwers: 3.378 Scheidsrechter: Fedayi San Assistenten: Stéphane De Almeida Assistenten: Sladan Josipovic Vierde official: Lionel Tschudi |
| 11 juli 2018 18:00 uur |                      |         |               | Stadion: Sūduvastadion, Marijampolė Toeschouwers: 3.378 Scheidsrechter: Fedayi San Assistenten: Stéphane De Almeida Assistenten: Sladan Josipovic Vierde official: Lionel Tschudi |
|                        |                      |         |               | |

|                                                                                    |               |         |                    | |
| 17 juli 2018 19:00 uur                                                             | APOEL Nicosia | 1 – 0   | Sūduva Marijampolė | Stadion: GSP-stadion, Nicosia Toeschouwers: 12.149 Scheidsrechter: Glenn Nyberg Assistenten: Magnus Sjöblom Assistenten: Fredrik Klyver Vierde official: Magnus Lindgren |
| 17 juli 2018 19:00 uur                                                             | Poté 20'      | Verslag |                    | Stadion: GSP-stadion, Nicosia Toeschouwers: 12.149 Scheidsrechter: Glenn Nyberg Assistenten: Magnus Sjöblom Assistenten: Fredrik Klyver Vierde official: Magnus Lindgren |
| 17 juli 2018 19:00 uur                                                             |               |         |                    | Stadion: GSP-stadion, Nicosia Toeschouwers: 12.149 Scheidsrechter: Glenn Nyberg Assistenten: Magnus Sjöblom Assistenten: Fredrik Klyver Vierde official: Magnus Lindgren |
| 17 juli 2018 19:00 uur                                                             |               |         |                    | Stadion: GSP-stadion, Nicosia Toeschouwers: 12.149 Scheidsrechter: Glenn Nyberg Assistenten: Magnus Sjöblom Assistenten: Fredrik Klyver Vierde official: Magnus Lindgren |
| Bijz.: Sūduva Marijampolė won over twee wedstrijden met een totaalscore van 3 – 2. |               |         |                    | |

|                        |                    |         |              | |
| 11 juli 2018 20:00 uur | Olimpija Ljubljana | 0 – 1   | FK Qarabağ   | Stadion: Stožicestadion, Ljubljana Toeschouwers: 5.248 Scheidsrechter: Lawrence Visser Assistenten: Karel De Rocker Assistenten: Jo De Weirdt Vierde official: Bram Van Driessche |
| 11 juli 2018 20:00 uur |                    | Verslag | 79' Guerrier | Stadion: Stožicestadion, Ljubljana Toeschouwers: 5.248 Scheidsrechter: Lawrence Visser Assistenten: Karel De Rocker Assistenten: Jo De Weirdt Vierde official: Bram Van Driessche |
| 11 juli 2018 20:00 uur |                    |         |              | Stadion: Stožicestadion, Ljubljana Toeschouwers: 5.248 Scheidsrechter: Lawrence Visser Assistenten: Karel De Rocker Assistenten: Jo De Weirdt Vierde official: Bram Van Driessche |
| 11 juli 2018 20:00 uur |                    |         |              | Stadion: Stožicestadion, Ljubljana Toeschouwers: 5.248 Scheidsrechter: Lawrence Visser Assistenten: Karel De Rocker Assistenten: Jo De Weirdt Vierde official: Bram Van Driessche |
|                        |                    |         |              | |

|                                                                            |            |         |                    | |
| 18 juli 2018 19:00 uur                                                     | FK Qarabağ | 0 – 0   | Olimpija Ljubljana | Stadion: Tofikh Bakhramovstadion, Bakoe Toeschouwers: 21.520 Scheidsrechter: Erez Papir Assistenten: David Biton Assistenten: Eliyahu Casapu Vierde official: David Fuksman |
| 18 juli 2018 19:00 uur                                                     |            | Verslag | 86', 90+5' Gajic   | Stadion: Tofikh Bakhramovstadion, Bakoe Toeschouwers: 21.520 Scheidsrechter: Erez Papir Assistenten: David Biton Assistenten: Eliyahu Casapu Vierde official: David Fuksman |
| 18 juli 2018 19:00 uur                                                     |            |         |                    | Stadion: Tofikh Bakhramovstadion, Bakoe Toeschouwers: 21.520 Scheidsrechter: Erez Papir Assistenten: David Biton Assistenten: Eliyahu Casapu Vierde official: David Fuksman |
| 18 juli 2018 19:00 uur                                                     |            |         |                    | Stadion: Tofikh Bakhramovstadion, Bakoe Toeschouwers: 21.520 Scheidsrechter: Erez Papir Assistenten: David Biton Assistenten: Eliyahu Casapu Vierde official: David Fuksman |
| Bijz.: FK Qarabağ won over twee wedstrijden met een totaalscore van 0 – 1. |            |         |                    | |

|                        |               |         |            | |
| 10 juli 2018 18:00 uur | F91 Dudelange | 1 – 1   | Videoton   | Stadion: Stade Jos Nosbaum, Dudelange Toeschouwers: 1.057 Scheidsrechter: Zaven Hovhannisyan Assistenten: Mesrop Ghazaryan Assistenten: Atom Sevgulyan Vierde official: Suren Baliyan |
| 10 juli 2018 18:00 uur | Melisse 58'   | Verslag | 42' Huszti | Stadion: Stade Jos Nosbaum, Dudelange Toeschouwers: 1.057 Scheidsrechter: Zaven Hovhannisyan Assistenten: Mesrop Ghazaryan Assistenten: Atom Sevgulyan Vierde official: Suren Baliyan |
| 10 juli 2018 18:00 uur |               |         |            | Stadion: Stade Jos Nosbaum, Dudelange Toeschouwers: 1.057 Scheidsrechter: Zaven Hovhannisyan Assistenten: Mesrop Ghazaryan Assistenten: Atom Sevgulyan Vierde official: Suren Baliyan |
| 10 juli 2018 18:00 uur |               |         |            | Stadion: Stade Jos Nosbaum, Dudelange Toeschouwers: 1.057 Scheidsrechter: Zaven Hovhannisyan Assistenten: Mesrop Ghazaryan Assistenten: Atom Sevgulyan Vierde official: Suren Baliyan |
|                        |               |         |            | |

|                                                                          |                          |         |                             | |
| 17 juli 2018 20:15 uur                                                   | Videoton                 | 2 – 1   | F91 Dudelange               | Stadion: Pancho Arena, Felcsút Toeschouwers: 2.514 Scheidsrechter: Don Robertson Assistenten: Frank Connor Assistenten: Stuart Stevenson Vierde official: Barry Cook |
| 17 juli 2018 20:15 uur                                                   | Lazović 18' Šćepović 58' | Verslag | 54' Couturier 90+3' Melisse | Stadion: Pancho Arena, Felcsút Toeschouwers: 2.514 Scheidsrechter: Don Robertson Assistenten: Frank Connor Assistenten: Stuart Stevenson Vierde official: Barry Cook |
| 17 juli 2018 20:15 uur                                                   |                          |         |                             | Stadion: Pancho Arena, Felcsút Toeschouwers: 2.514 Scheidsrechter: Don Robertson Assistenten: Frank Connor Assistenten: Stuart Stevenson Vierde official: Barry Cook |
| 17 juli 2018 20:15 uur                                                   |                          |         |                             | Stadion: Pancho Arena, Felcsút Toeschouwers: 2.514 Scheidsrechter: Don Robertson Assistenten: Frank Connor Assistenten: Stuart Stevenson Vierde official: Barry Cook |
| Bijz.: Videoton won over twee wedstrijden met een totaalscore van 2 – 3. |                          |         |                             | |

|                        |          |         |                                             | |
| 10 juli 2018 20:45 uur | FC Drita | 0 – 3   | Malmö FF                                    | Stadion: Adem Jashari Stadion, Mitrovicë Toeschouwers: 9.780 Scheidsrechter: Boris Marhefka Assistenten: Peter Kováč Assistenten: Marek Galo Vierde official: Pavol Chmura |
| 10 juli 2018 20:45 uur |          | Verslag | 13' Strandberg 39' Traustason 82' Rosenberg | Stadion: Adem Jashari Stadion, Mitrovicë Toeschouwers: 9.780 Scheidsrechter: Boris Marhefka Assistenten: Peter Kováč Assistenten: Marek Galo Vierde official: Pavol Chmura |
| 10 juli 2018 20:45 uur |          |         |                                             | Stadion: Adem Jashari Stadion, Mitrovicë Toeschouwers: 9.780 Scheidsrechter: Boris Marhefka Assistenten: Peter Kováč Assistenten: Marek Galo Vierde official: Pavol Chmura |
| 10 juli 2018 20:45 uur |          |         |                                             | Stadion: Adem Jashari Stadion, Mitrovicë Toeschouwers: 9.780 Scheidsrechter: Boris Marhefka Assistenten: Peter Kováč Assistenten: Marek Galo Vierde official: Pavol Chmura |
|                        |          |         |                                             | |

|                                                                          |                            |         |          | |
| 18 juli 2018 19:00 uur                                                   | Malmö FF                   | 2 – 0   | FC Drita | Stadion: Swedbankstadion, Malmö Toeschouwers: 10.623 Scheidsrechter: Laurent Kopriwa Assistenten: Claude Ries Assistenten: Gilles Becker Vierde official: Ricardo Morais |
| 18 juli 2018 19:00 uur                                                   | Strandberg 55' Larsson 60' | Verslag |          | Stadion: Swedbankstadion, Malmö Toeschouwers: 10.623 Scheidsrechter: Laurent Kopriwa Assistenten: Claude Ries Assistenten: Gilles Becker Vierde official: Ricardo Morais |
| 18 juli 2018 19:00 uur                                                   |                            |         |          | Stadion: Swedbankstadion, Malmö Toeschouwers: 10.623 Scheidsrechter: Laurent Kopriwa Assistenten: Claude Ries Assistenten: Gilles Becker Vierde official: Ricardo Morais |
| 18 juli 2018 19:00 uur                                                   |                            |         |          | Stadion: Swedbankstadion, Malmö Toeschouwers: 10.623 Scheidsrechter: Laurent Kopriwa Assistenten: Claude Ries Assistenten: Gilles Becker Vierde official: Ricardo Morais |
| Bijz.: Malmö FF won over twee wedstrijden met een totaalscore van 0 – 5. |                            |         |          | |

|                        |               |         |                                   | |
| 10 juli 2018 20:00 uur | Víkingur Gøta | 1 – 2   | HJK Helsinki                      | Stadion: Svangaskarð, Toftir Toeschouwers: 300 Scheidsrechter: Robert Hennessy Assistenten: Allen Lynch Assistenten: Dermot Broughton Vierde official: Robert Rogers |
| 10 juli 2018 20:00 uur | Vatnhamar 51' | Verslag | 9' Dahlström 29' (e.d.) Gregersen | Stadion: Svangaskarð, Toftir Toeschouwers: 300 Scheidsrechter: Robert Hennessy Assistenten: Allen Lynch Assistenten: Dermot Broughton Vierde official: Robert Rogers |
| 10 juli 2018 20:00 uur |               |         |                                   | Stadion: Svangaskarð, Toftir Toeschouwers: 300 Scheidsrechter: Robert Hennessy Assistenten: Allen Lynch Assistenten: Dermot Broughton Vierde official: Robert Rogers |
| 10 juli 2018 20:00 uur |               |         |                                   | Stadion: Svangaskarð, Toftir Toeschouwers: 300 Scheidsrechter: Robert Hennessy Assistenten: Allen Lynch Assistenten: Dermot Broughton Vierde official: Robert Rogers |
|                        |               |         |                                   | |

|                                                                              |                                     |         |                  | |
| 17 juli 2018 18:00 uur                                                       | HJK Helsinki                        | 3 – 1   | Víkingur Gøta    | Stadion: Sonerastadion, Helsinki Toeschouwers: 5.125 Scheidsrechter: Duje Strukan Assistenten: Goran Perica Assistenten: Mario Pepur Vierde official: Goran Gabrilo |
| 17 juli 2018 18:00 uur                                                       | De Mello 1' Mensah 10' Yaghoubi 19' | Verslag | 21' G. Vatnhamar | Stadion: Sonerastadion, Helsinki Toeschouwers: 5.125 Scheidsrechter: Duje Strukan Assistenten: Goran Perica Assistenten: Mario Pepur Vierde official: Goran Gabrilo |
| 17 juli 2018 18:00 uur                                                       |                                     |         |                  | Stadion: Sonerastadion, Helsinki Toeschouwers: 5.125 Scheidsrechter: Duje Strukan Assistenten: Goran Perica Assistenten: Mario Pepur Vierde official: Goran Gabrilo |
| 17 juli 2018 18:00 uur                                                       |                                     |         |                  | Stadion: Sonerastadion, Helsinki Toeschouwers: 5.125 Scheidsrechter: Duje Strukan Assistenten: Goran Perica Assistenten: Mario Pepur Vierde official: Goran Gabrilo |
| Bijz.: HJK Helsinki won over twee wedstrijden met een totaalscore van 2 – 5. |                                     |         |                  | |

|                        |                                                                         |         |           | |
| 11 juli 2018 19:00 uur | PFK Ludogorets                                                          | 7 – 0   | Crusaders | Stadion: Loedogorets Arena, Razgrad Toeschouwers: 4.597 Scheidsrechter: Dumitru Muntean Assistenten: Andrei Bodean Assistenten: Vladislav Lifciu Vierde official: Vladislav Ivancenco |
| 11 juli 2018 19:00 uur | Marcelinho 25', 66' Brown 40' (e.d.) Keșerü 53' Świerczok 73', 78', 80' | Verslag |           | Stadion: Loedogorets Arena, Razgrad Toeschouwers: 4.597 Scheidsrechter: Dumitru Muntean Assistenten: Andrei Bodean Assistenten: Vladislav Lifciu Vierde official: Vladislav Ivancenco |
| 11 juli 2018 19:00 uur |                                                                         |         |           | Stadion: Loedogorets Arena, Razgrad Toeschouwers: 4.597 Scheidsrechter: Dumitru Muntean Assistenten: Andrei Bodean Assistenten: Vladislav Lifciu Vierde official: Vladislav Ivancenco |
| 11 juli 2018 19:00 uur |                                                                         |         |           | Stadion: Loedogorets Arena, Razgrad Toeschouwers: 4.597 Scheidsrechter: Dumitru Muntean Assistenten: Andrei Bodean Assistenten: Vladislav Lifciu Vierde official: Vladislav Ivancenco |
|                        |                                                                         |         |           | |

|                                                                                |           |         |                                | |
| 17 juli 2018 21:00 uur                                                         | Crusaders | 0 – 2   | PFK Ludogorets                 | Stadion: Seaview, Belfast Toeschouwers: 1.116 Scheidsrechter: Roomer Tarajev Assistenten: Sten Klaasen Assistenten: Veiko Motsnik Vierde official: Siim Rinken |
| 17 juli 2018 21:00 uur                                                         |           | Verslag | 11' (e.d.) Brown 65' Świerczok | Stadion: Seaview, Belfast Toeschouwers: 1.116 Scheidsrechter: Roomer Tarajev Assistenten: Sten Klaasen Assistenten: Veiko Motsnik Vierde official: Siim Rinken |
| 17 juli 2018 21:00 uur                                                         |           |         |                                | Stadion: Seaview, Belfast Toeschouwers: 1.116 Scheidsrechter: Roomer Tarajev Assistenten: Sten Klaasen Assistenten: Veiko Motsnik Vierde official: Siim Rinken |
| 17 juli 2018 21:00 uur                                                         |           |         |                                | Stadion: Seaview, Belfast Toeschouwers: 1.116 Scheidsrechter: Roomer Tarajev Assistenten: Sten Klaasen Assistenten: Veiko Motsnik Vierde official: Siim Rinken |
| Bijz.: PFK Ludogorets won over twee wedstrijden met een totaalscore van 9 – 0. |           |         |                                | |

|                        |           |         |                | |
| 10 juli 2018 20:45 uur | Cork City | 0 – 1   | Legia Warschau | Stadion: Turners Cross, Cork Toeschouwers: 5.795 Scheidsrechter: Radu Petrescu Assistenten: Radu Ghinguleac Assistenten: Mircea Grigoriu Vierde official: Marcel Bîrsan |
| 10 juli 2018 20:45 uur |           | Verslag | 79' Kucharczyk | Stadion: Turners Cross, Cork Toeschouwers: 5.795 Scheidsrechter: Radu Petrescu Assistenten: Radu Ghinguleac Assistenten: Mircea Grigoriu Vierde official: Marcel Bîrsan |
| 10 juli 2018 20:45 uur |           |         |                | Stadion: Turners Cross, Cork Toeschouwers: 5.795 Scheidsrechter: Radu Petrescu Assistenten: Radu Ghinguleac Assistenten: Mircea Grigoriu Vierde official: Marcel Bîrsan |
| 10 juli 2018 20:45 uur |           |         |                | Stadion: Turners Cross, Cork Toeschouwers: 5.795 Scheidsrechter: Radu Petrescu Assistenten: Radu Ghinguleac Assistenten: Mircea Grigoriu Vierde official: Marcel Bîrsan |
|                        |           |         |                | |

|                                                                                |                                           |         |           | |
| 17 juli 2018 20:45 uur                                                         | Legia Warschau                            | 3 – 0   | Cork City | Stadion: Wojska Polskiegostadion, Warschau Toeschouwers: 14.576 Scheidsrechter: Kai Erik Steen Assistenten: Jan Erik Engan Assistenten: Tom Harald Grønevik Vierde official: Kristoffer Hagenes |
| 17 juli 2018 20:45 uur                                                         | Kanté 28' Radović 73' (pen.) Carlitos 89' | Verslag |           | Stadion: Wojska Polskiegostadion, Warschau Toeschouwers: 14.576 Scheidsrechter: Kai Erik Steen Assistenten: Jan Erik Engan Assistenten: Tom Harald Grønevik Vierde official: Kristoffer Hagenes |
| 17 juli 2018 20:45 uur                                                         |                                           |         |           | Stadion: Wojska Polskiegostadion, Warschau Toeschouwers: 14.576 Scheidsrechter: Kai Erik Steen Assistenten: Jan Erik Engan Assistenten: Tom Harald Grønevik Vierde official: Kristoffer Hagenes |
| 17 juli 2018 20:45 uur                                                         |                                           |         |           | Stadion: Wojska Polskiegostadion, Warschau Toeschouwers: 14.576 Scheidsrechter: Kai Erik Steen Assistenten: Jan Erik Engan Assistenten: Tom Harald Grønevik Vierde official: Kristoffer Hagenes |
| Bijz.: Legia Warschau won over twee wedstrijden met een totaalscore van 0 – 4. |                                           |         |           | |

|                        |                    |         |              | |
| 11 juli 2018 22:00 uur | Valur Reykjavík    | 1 – 0   | Rosenborg BK | Stadion: Hlíðarendi, Reykjavik Toeschouwers: 1.088 Scheidsrechter: Rade Obrenovič Assistenten: Grega Kordež Assistenten: Tomislav Pospeh Vierde official: Asmir Sagrkovič |
| 11 juli 2018 22:00 uur | Sigurbjörnsson 84' | Verslag |              | Stadion: Hlíðarendi, Reykjavik Toeschouwers: 1.088 Scheidsrechter: Rade Obrenovič Assistenten: Grega Kordež Assistenten: Tomislav Pospeh Vierde official: Asmir Sagrkovič |
| 11 juli 2018 22:00 uur |                    |         |              | Stadion: Hlíðarendi, Reykjavik Toeschouwers: 1.088 Scheidsrechter: Rade Obrenovič Assistenten: Grega Kordež Assistenten: Tomislav Pospeh Vierde official: Asmir Sagrkovič |
| 11 juli 2018 22:00 uur |                    |         |              | Stadion: Hlíðarendi, Reykjavik Toeschouwers: 1.088 Scheidsrechter: Rade Obrenovič Assistenten: Grega Kordež Assistenten: Tomislav Pospeh Vierde official: Asmir Sagrkovič |
|                        |                    |         |              | |

|                                                                              |                                                |         |                                      | |
| 18 juli 2018 19:45 uur                                                       | Rosenborg BK                                   | 3 – 1   | Valur Reykjavík                      | Stadion: Lerkendalstadion, Trondheim Toeschouwers: 10.604 Scheidsrechter: Stefan Apostolov Assistenten: Veselin Misjev Assistenten: Petar Dzjoeganski Vierde official: Ivajlo Stojanov |
| 18 juli 2018 19:45 uur                                                       | Bendtner 55' (pen.), 90+4' (pen.) Trondsen 72' | Verslag | 85' (pen.) Sigurðsson 90+3' Pedersen | Stadion: Lerkendalstadion, Trondheim Toeschouwers: 10.604 Scheidsrechter: Stefan Apostolov Assistenten: Veselin Misjev Assistenten: Petar Dzjoeganski Vierde official: Ivajlo Stojanov |
| 18 juli 2018 19:45 uur                                                       |                                                |         |                                      | Stadion: Lerkendalstadion, Trondheim Toeschouwers: 10.604 Scheidsrechter: Stefan Apostolov Assistenten: Veselin Misjev Assistenten: Petar Dzjoeganski Vierde official: Ivajlo Stojanov |
| 18 juli 2018 19:45 uur                                                       |                                                |         |                                      | Stadion: Lerkendalstadion, Trondheim Toeschouwers: 10.604 Scheidsrechter: Stefan Apostolov Assistenten: Veselin Misjev Assistenten: Petar Dzjoeganski Vierde official: Ivajlo Stojanov |
| Bijz.: Rosenborg BK won over twee wedstrijden met een totaalscore van 2 – 3. |                                                |         |                                      | |

|                        |           |       |             | |
| 11 juli 2018 19:00 uur | KF Kukësi | 0 – 0 | Valletta FC | Stadion: Loro Boriçistadion, Shkodër Toeschouwers: 350 Scheidsrechter: Þóroddur Hjaltalín Assistenten: Frosti Gunnarsson Assistenten: Oddur Gudmundsson Vierde official: Þorvaldur Árnason |
| 11 juli 2018 19:00 uur | Verslag   |       |             | Stadion: Loro Boriçistadion, Shkodër Toeschouwers: 350 Scheidsrechter: Þóroddur Hjaltalín Assistenten: Frosti Gunnarsson Assistenten: Oddur Gudmundsson Vierde official: Þorvaldur Árnason |
| 11 juli 2018 19:00 uur |           |       |             | Stadion: Loro Boriçistadion, Shkodër Toeschouwers: 350 Scheidsrechter: Þóroddur Hjaltalín Assistenten: Frosti Gunnarsson Assistenten: Oddur Gudmundsson Vierde official: Þorvaldur Árnason |
| 11 juli 2018 19:00 uur |           |       |             | Stadion: Loro Boriçistadion, Shkodër Toeschouwers: 350 Scheidsrechter: Þóroddur Hjaltalín Assistenten: Frosti Gunnarsson Assistenten: Oddur Gudmundsson Vierde official: Þorvaldur Árnason |
|                        |           |       |             | |

| |              |         |                           | |
| 17 juli 2018 20:00 uur                                                                                              | Valletta FC  | 1 – 1   | KF Kukësi                 | Stadion: Centenarystadion, Ta' Qali Toeschouwers: 1.307 Scheidsrechter: Igor Pajač Assistenten: Ivica Modrić Assistenten: Vedran Ðurak Vierde official: Fran Jović |
| 17 juli 2018 20:00 uur                                                                                              | Santiago 67' | Verslag | 84' Dzaria 39', 87' Zguro | Stadion: Centenarystadion, Ta' Qali Toeschouwers: 1.307 Scheidsrechter: Igor Pajač Assistenten: Ivica Modrić Assistenten: Vedran Ðurak Vierde official: Fran Jović |
| 17 juli 2018 20:00 uur                                                                                              |              |         |                           | Stadion: Centenarystadion, Ta' Qali Toeschouwers: 1.307 Scheidsrechter: Igor Pajač Assistenten: Ivica Modrić Assistenten: Vedran Ðurak Vierde official: Fran Jović |
| 17 juli 2018 20:00 uur                                                                                              |              |         |                           | Stadion: Centenarystadion, Ta' Qali Toeschouwers: 1.307 Scheidsrechter: Igor Pajač Assistenten: Ivica Modrić Assistenten: Vedran Ðurak Vierde official: Fran Jović |
| Bijz.: KF Kukësi speelde over twee wedstrijden gelijk met een totaalscore van 1 – 1, maar won door het uitdoelpunt. |              |         |                           | |

|                        |                     |         |                                                | |
| 10 juli 2018 17:30 uur | FC Flora Tallinn    | 1 – 4   | Hapoel Beër Sjeva                              | Stadion: A. Le Coq Arena, Tallinn Toeschouwers: 1.106 Scheidsrechter: Erik Lambrechts Assistenten: Thibaud Nijssen Assistenten: Pieter Becquet Vierde official: Nathan Verboomen |
| 10 juli 2018 17:30 uur | Sappinen 73' (pen.) | Verslag | 18' Sahar 36' (pen.) Tzedek 52' Maman 85' Ezra | Stadion: A. Le Coq Arena, Tallinn Toeschouwers: 1.106 Scheidsrechter: Erik Lambrechts Assistenten: Thibaud Nijssen Assistenten: Pieter Becquet Vierde official: Nathan Verboomen |
| 10 juli 2018 17:30 uur |                     |         |                                                | Stadion: A. Le Coq Arena, Tallinn Toeschouwers: 1.106 Scheidsrechter: Erik Lambrechts Assistenten: Thibaud Nijssen Assistenten: Pieter Becquet Vierde official: Nathan Verboomen |
| 10 juli 2018 17:30 uur |                     |         |                                                | Stadion: A. Le Coq Arena, Tallinn Toeschouwers: 1.106 Scheidsrechter: Erik Lambrechts Assistenten: Thibaud Nijssen Assistenten: Pieter Becquet Vierde official: Nathan Verboomen |
|                        |                     |         |                                                | |

|                                                                                   |                                 |         |                  | |
| 17 juli 2018 19:00 uur                                                            | Hapoel Beër Sjeva               | 3 – 1   | FC Flora Tallinn | Stadion: Turnerstadion, Beër Sjeva Toeschouwers: 11.850 Scheidsrechter: Tomasz Musial Assistenten: Radoslav Siejka Assistenten: Sebastian Mucha Vierde official: Tomasz Kwiatkowski |
| 17 juli 2018 19:00 uur                                                            | Ezra 15' Maman 27' Melikson 48' | Verslag | 86' Alliku       | Stadion: Turnerstadion, Beër Sjeva Toeschouwers: 11.850 Scheidsrechter: Tomasz Musial Assistenten: Radoslav Siejka Assistenten: Sebastian Mucha Vierde official: Tomasz Kwiatkowski |
| 17 juli 2018 19:00 uur                                                            |                                 |         |                  | Stadion: Turnerstadion, Beër Sjeva Toeschouwers: 11.850 Scheidsrechter: Tomasz Musial Assistenten: Radoslav Siejka Assistenten: Sebastian Mucha Vierde official: Tomasz Kwiatkowski |
| 17 juli 2018 19:00 uur                                                            |                                 |         |                  | Stadion: Turnerstadion, Beër Sjeva Toeschouwers: 11.850 Scheidsrechter: Tomasz Musial Assistenten: Radoslav Siejka Assistenten: Sebastian Mucha Vierde official: Tomasz Kwiatkowski |
| Bijz.: Hapoel Beër Sjeva won over twee wedstrijden met een totaalscore van 2 – 7. |                                 |         |                  | |

|                        |                  |       |                    | |
| 11 juli 2018 18:00 uur | Spartaks Jūrmala | 0 – 0 | Rode Ster Belgrado | Stadion: Skontostadion, Riga Toeschouwers: 2.068 Scheidsrechter: Mykola Balakin Assistenten: Volodymyr Vysotskyy Assistenten: Viktor Matyash Vierde official: Anatoli Abdula |
| 11 juli 2018 18:00 uur | Verslag          |       |                    | Stadion: Skontostadion, Riga Toeschouwers: 2.068 Scheidsrechter: Mykola Balakin Assistenten: Volodymyr Vysotskyy Assistenten: Viktor Matyash Vierde official: Anatoli Abdula |
| 11 juli 2018 18:00 uur |                  |       |                    | Stadion: Skontostadion, Riga Toeschouwers: 2.068 Scheidsrechter: Mykola Balakin Assistenten: Volodymyr Vysotskyy Assistenten: Viktor Matyash Vierde official: Anatoli Abdula |
| 11 juli 2018 18:00 uur |                  |       |                    | Stadion: Skontostadion, Riga Toeschouwers: 2.068 Scheidsrechter: Mykola Balakin Assistenten: Volodymyr Vysotskyy Assistenten: Viktor Matyash Vierde official: Anatoli Abdula |
|                        |                  |       |                    | |

|                                                                                    |                            |         |                  | |
| 17 juli 2018 20:30 uur                                                             | Rode Ster Belgrado         | 2 – 0   | Spartaks Jūrmala | Stadion: Rode Sterstadion, Belgrado Toeschouwers: 23.390 Scheidsrechter: Alper Ulusoy Assistenten: Ekrem Kan Assistenten: Ali Ögel Vierde official: Arda Kardeşler |
| 17 juli 2018 20:30 uur                                                             | Nabouhane 78' Krstičić 81' | Verslag |                  | Stadion: Rode Sterstadion, Belgrado Toeschouwers: 23.390 Scheidsrechter: Alper Ulusoy Assistenten: Ekrem Kan Assistenten: Ali Ögel Vierde official: Arda Kardeşler |
| 17 juli 2018 20:30 uur                                                             |                            |         |                  | Stadion: Rode Sterstadion, Belgrado Toeschouwers: 23.390 Scheidsrechter: Alper Ulusoy Assistenten: Ekrem Kan Assistenten: Ali Ögel Vierde official: Arda Kardeşler |
| 17 juli 2018 20:30 uur                                                             |                            |         |                  | Stadion: Rode Sterstadion, Belgrado Toeschouwers: 23.390 Scheidsrechter: Alper Ulusoy Assistenten: Ekrem Kan Assistenten: Ali Ögel Vierde official: Arda Kardeşler |
| Bijz.: Rode Ster Belgrado won over twee wedstrijden met een totaalscore van 0 – 2. |                            |         |                  | |

|                        |           |         |                                      | |
| 10 juli 2018 18:00 uur | Alashkert | 0 – 3   | Celtic                               | Stadion: Alasjkertstadion, Jerevan Toeschouwers: 4.948 Scheidsrechter: Danilo Grujić Assistenten: Vladimir Jovanović Assistenten: Dragan Bogićević Vierde official: Novak Simović |
| 10 juli 2018 18:00 uur |           | Verslag | 45' Édouard 81' Forrest 90' McGregor | Stadion: Alasjkertstadion, Jerevan Toeschouwers: 4.948 Scheidsrechter: Danilo Grujić Assistenten: Vladimir Jovanović Assistenten: Dragan Bogićević Vierde official: Novak Simović |
| 10 juli 2018 18:00 uur |           |         |                                      | Stadion: Alasjkertstadion, Jerevan Toeschouwers: 4.948 Scheidsrechter: Danilo Grujić Assistenten: Vladimir Jovanović Assistenten: Dragan Bogićević Vierde official: Novak Simović |
| 10 juli 2018 18:00 uur |           |         |                                      | Stadion: Alasjkertstadion, Jerevan Toeschouwers: 4.948 Scheidsrechter: Danilo Grujić Assistenten: Vladimir Jovanović Assistenten: Dragan Bogićević Vierde official: Novak Simović |
|                        |           |         |                                      | |

|                                                                        |                                                    |         |           | |
| 18 juli 2018 20:45 uur                                                 | Celtic                                             | 3 – 0   | Alashkert | Stadion: Celtic Park, Glasgow Toeschouwers: 59.047 Scheidsrechter: Horațiu Feșnic Assistenten: Mihai Artene Assistenten: Valentin Avram Vierde official: Andrei Chivulete |
| 18 juli 2018 20:45 uur                                                 | Dembélé 8', 19' (pen.) Šimunović , 11' Forrest 35' | Verslag |           | Stadion: Celtic Park, Glasgow Toeschouwers: 59.047 Scheidsrechter: Horațiu Feșnic Assistenten: Mihai Artene Assistenten: Valentin Avram Vierde official: Andrei Chivulete |
| 18 juli 2018 20:45 uur                                                 |                                                    |         |           | Stadion: Celtic Park, Glasgow Toeschouwers: 59.047 Scheidsrechter: Horațiu Feșnic Assistenten: Mihai Artene Assistenten: Valentin Avram Vierde official: Andrei Chivulete |
| 18 juli 2018 20:45 uur                                                 |                                                    |         |           | Stadion: Celtic Park, Glasgow Toeschouwers: 59.047 Scheidsrechter: Horațiu Feșnic Assistenten: Mihai Artene Assistenten: Valentin Avram Vierde official: Andrei Chivulete |
| Bijz.: Celtic won over twee wedstrijden met een totaalscore van 0 – 6. |                                                    |         |           | |

|                        |                                   |         |                 | |
| 11 juli 2018 18:00 uur | Spartak Trnava                    | 1 – 0   | Zrinjski Mostar | Stadion: Štadión Antona Malatinského, Trnava Toeschouwers: 0 Scheidsrechter: Dzianis Shcharbakou Assistenten: Yuri Khomchanka Assistenten: Andrey Hetsikau Vierde official: Siarhey Tsynkevich |
| 11 juli 2018 18:00 uur | Jirka 79' Chanturishvili 84', 89' | Verslag | 62', 70' Čirjak | Stadion: Štadión Antona Malatinského, Trnava Toeschouwers: 0 Scheidsrechter: Dzianis Shcharbakou Assistenten: Yuri Khomchanka Assistenten: Andrey Hetsikau Vierde official: Siarhey Tsynkevich |
| 11 juli 2018 18:00 uur |                                   |         |                 | Stadion: Štadión Antona Malatinského, Trnava Toeschouwers: 0 Scheidsrechter: Dzianis Shcharbakou Assistenten: Yuri Khomchanka Assistenten: Andrey Hetsikau Vierde official: Siarhey Tsynkevich |
| 11 juli 2018 18:00 uur |                                   |         |                 | Stadion: Štadión Antona Malatinského, Trnava Toeschouwers: 0 Scheidsrechter: Dzianis Shcharbakou Assistenten: Yuri Khomchanka Assistenten: Andrey Hetsikau Vierde official: Siarhey Tsynkevich |
|                        |                                   |         |                 | |

|                                                                                |                 |         |                | |
| 18 juli 2018 19:00 uur                                                         | Zrinjski Mostar | 1 – 1   | Spartak Trnava | Stadion: Stadion pod Bijelim Brijegom, Mostar Toeschouwers: 5.100 Scheidsrechter: Julian Weinberger Assistenten: Maximilian Kolbitsch Assistenten: Andreas Heidenreich Vierde official: Markus Hameter |
| 18 juli 2018 19:00 uur                                                         | Todorović 58'   | Verslag | 15' Godál      | Stadion: Stadion pod Bijelim Brijegom, Mostar Toeschouwers: 5.100 Scheidsrechter: Julian Weinberger Assistenten: Maximilian Kolbitsch Assistenten: Andreas Heidenreich Vierde official: Markus Hameter |
| 18 juli 2018 19:00 uur                                                         |                 |         |                | Stadion: Stadion pod Bijelim Brijegom, Mostar Toeschouwers: 5.100 Scheidsrechter: Julian Weinberger Assistenten: Maximilian Kolbitsch Assistenten: Andreas Heidenreich Vierde official: Markus Hameter |
| 18 juli 2018 19:00 uur                                                         |                 |         |                | Stadion: Stadion pod Bijelim Brijegom, Mostar Toeschouwers: 5.100 Scheidsrechter: Julian Weinberger Assistenten: Maximilian Kolbitsch Assistenten: Andreas Heidenreich Vierde official: Markus Hameter |
| Bijz.: Spartak Trnava won over twee wedstrijden met een totaalscore van 2 – 1. |                 |         |                | |

|                        |                      |         |                 | |
| 11 juli 2018 16:00 uur | Astana               | 1 – 0   | Sutjeska Nikšić | Stadion: Astana Arena, Astana Toeschouwers: 20.500 Scheidsrechter: Ferenc Karakó Assistenten: István Albert Assistenten: Péter Kóbor Vierde official: Péter Solymosi |
| 11 juli 2018 16:00 uur | Murtazaev 29' (pen.) | Verslag |                 | Stadion: Astana Arena, Astana Toeschouwers: 20.500 Scheidsrechter: Ferenc Karakó Assistenten: István Albert Assistenten: Péter Kóbor Vierde official: Péter Solymosi |
| 11 juli 2018 16:00 uur |                      |         |                 | Stadion: Astana Arena, Astana Toeschouwers: 20.500 Scheidsrechter: Ferenc Karakó Assistenten: István Albert Assistenten: Péter Kóbor Vierde official: Péter Solymosi |
| 11 juli 2018 16:00 uur |                      |         |                 | Stadion: Astana Arena, Astana Toeschouwers: 20.500 Scheidsrechter: Ferenc Karakó Assistenten: István Albert Assistenten: Péter Kóbor Vierde official: Péter Solymosi |
|                        |                      |         |                 | |

|                                                                        |                 |         |                              | |
| 18 juli 2018 20:00 uur                                                 | Sutjeska Nikšić | 0 – 2   | Astana                       | Stadion: Gradski, Nikšić Toeschouwers: 3.200 Scheidsrechter: João Pinheiro Assistenten: Rui Licínio Tavares Assistenten: Bruno Rodrigues Vierde official: Vitor Ferreira |
| 18 juli 2018 20:00 uur                                                 |                 | Verslag | 38' Despotović 65' Moezjikov | Stadion: Gradski, Nikšić Toeschouwers: 3.200 Scheidsrechter: João Pinheiro Assistenten: Rui Licínio Tavares Assistenten: Bruno Rodrigues Vierde official: Vitor Ferreira |
| 18 juli 2018 20:00 uur                                                 |                 |         |                              | Stadion: Gradski, Nikšić Toeschouwers: 3.200 Scheidsrechter: João Pinheiro Assistenten: Rui Licínio Tavares Assistenten: Bruno Rodrigues Vierde official: Vitor Ferreira |
| 18 juli 2018 20:00 uur                                                 |                 |         |                              | Stadion: Gradski, Nikšić Toeschouwers: 3.200 Scheidsrechter: João Pinheiro Assistenten: Rui Licínio Tavares Assistenten: Bruno Rodrigues Vierde official: Vitor Ferreira |
| Bijz.: Astana won over twee wedstrijden met een totaalscore van 3 – 0. |                 |         |                              | |

### Tweede kwalificatieronde
De loting vond plaats op 19 juni 2018. De tweede kwalificatieronde bestond uit twee aparte constructies: een voor kampioenen en een voor niet-kampioenen. De verliezende clubs uit beide constructies stroomden door naar de derde kwalificatieronde van de UEFA Europa League 2018/19. De heenwedstrijden werden gespeeld op 24 en 25 juli, de terugwedstrijden op 31 juli en 1 augustus 2018.

#### Loting

##### Kampioenen
Aan de tweede kwalificatieronde voor kampioenen deden 20 clubs mee: 4 nieuwe clubs en de 16 winnaars uit de eerste kwalificatieronde.
| Geplaatst | Geplaatst                                                      | Ongeplaatst            | Ongeplaatst |
| Team | Coeff.                                                         | Team                   | Coeff.      |
| --- | -------------------------------------------------------------- | ---------------------- | ----------- |
| PFK Ludogorets | 37.000                                                         | FC Midtjylland         | 11.500      |
| Celtic | 31.000                                                         | Rode Ster Belgrado     | 10.750      |
| Sūduva Marijampolė | (27.000)                                                       | Hapoel Beër Sjeva      | 10.000      |
| Legia Warschau | 24.500                                                         | Rosenborg              | 09.000      |
| Astana | 21.750                                                         | HJK Helsinki           | 08.000      |
| FK Qarabağ | 20.500                                                         | FK Shkendija 79 Tetovo | (05.000)    |
| BATE Borisov | 20.500                                                         | Videoton               | 04.250      |
| Dinamo Zagreb | 17.500                                                         | KF Kukësi              | 04.250      |
| Sheriff Tiraspol | 14.750                                                         | CFR Cluj               | 04.090      |
| Malmö FF | 14.000                                                         | Spartak Trnava         | (03.750)    |
| \| Legenda \| \| \| Geplaatst voor de volgende ronde (derde kwalificatieronde (kampioenen)) \| \| \| Geplaatst voor de Europa League (derde kwalificatieronde (kampioenen)) \| \| \| Symbool: \| Betekenis: \| \| (.....) \| Door op de coëfficiënt van de tegenstander uit de vorige ronde \| |                                                                |                        |             |
| Legenda |                                                                |                        |             |
| Geplaatst voor de volgende ronde (derde kwalificatieronde (kampioenen)) |                                                                |                        |             |
| Geplaatst voor de Europa League (derde kwalificatieronde (kampioenen)) |                                                                |                        |             |
| Symbool: | Betekenis:                                                     |                        |             |
| (.....) | Door op de coëfficiënt van de tegenstander uit de vorige ronde |                        |             |

##### Niet-kampioenen
Aan de tweede kwalificatieronde voor niet-kampioenen deden 4 clubs mee.

| Geplaatst | Geplaatst | Ongeplaatst   | Ongeplaatst |
| Team | Coeff.    | Team          | Coeff.      |
| --- | --------- | ------------- | ----------- |
| FC Basel | 71.000    | PAOK Saloniki | 29.500      |
| Ajax | 53.500    | Sturm Graz    | 06.570      |
| \| Legenda \| \| Geplaatst voor de volgende ronde (derde kwalificatieronde (niet-kampioenen)) \| \| Geplaatst voor de Europa League (derde kwalificatieronde (niet-kampioenen)) \| |           |               |             |
| Legenda |           |               |             |
| Geplaatst voor de volgende ronde (derde kwalificatieronde (niet-kampioenen)) |           |               |             |
| Geplaatst voor de Europa League (derde kwalificatieronde (niet-kampioenen)) |           |               |             |

Voorloting
| Kampioenen                                                      | Kampioenen                                                         | Kampioenen                                                                     | Kampioenen                                                                                |
| Groep 1                                                         | Groep 1                                                            | Groep 2                                                                        | Groep 2                                                                                   |
| Geplaatst                                                       | Ongeplaatst                                                        | Geplaatst                                                                      | Ongeplaatst                                                                               |
| --------------------------------------------------------------- | ------------------------------------------------------------------ | ------------------------------------------------------------------------------ | ----------------------------------------------------------------------------------------- |
| PFK Ludogorets * Astana * FK Qarabağ * Dinamo Zagreb Malmö FF * | FC Midtjylland Hapoel Beër Sjeva * Videoton * KF Kukësi * CFR Cluj | Celtic * Sūduva Marijampolė * Legia Warschau * BATE Borisov Sheriff Tiraspol * | Rode Ster Belgrado * Rosenborg * HJK Helsinki * FK Shkendija 79 Tetovo * Spartak Trnava * |

* Deze clubs waren tijdens de loting nog niet bekend.
| Team 1                 | Tot.       | Team 2             | 1e wedstr. | 2e wedstr. |
| Kampioenen             | Kampioenen | Kampioenen         | Kampioenen | Kampioenen |
| ---------------------- | ---------- | ------------------ | ---------- | ---------- |
| Astana                 | 2 – 1      | FC Midtjylland     | 2 – 1      | 0 – 0      |
| PFK Ludogorets         | 0 – 1      | Videoton           | 0 – 0      | 0 – 1      |
| KF Kukësi              | 0 – 3      | FK Qarabağ         | 0 – 0      | 0 – 3      |
| CFR Cluj               | 1 – 2      | Malmö FF           | 0 – 1      | 1 – 1      |
| Dinamo Zagreb          | 7 – 2      | Hapoel Beër Sjeva  | 5 – 0      | 2 – 2      |
| Rode Ster Belgrado     | 5 – 0      | Sūduva Marijampolė | 3 – 0      | 2 – 0      |
| BATE Borisov           | 2 – 1      | HJK Helsinki       | 0 – 0      | 2 – 1      |
| FK Shkendija 79 Tetovo | 1 – 0      | Sheriff Tiraspol   | 1 – 0      | 0 – 0      |
| Legia Warschau         | 1 – 2      | Spartak Trnava     | 0 – 2      | 1 – 0      |
| Celtic                 | 3 – 1      | Rosenborg          | 3 – 1      | 0 – 0      |
| Niet-kampioenen        |            |                    |            |            |
| PAOK Saloniki          | 5 – 1      | FC Basel           | 2 – 1      | 3 – 0      |
| Ajax                   | 5 – 1      | Sturm Graz         | 2 – 0      | 3 – 1      |

#### Wedstrijden

##### Heen- en terugwedstrijden
|                        |                         |         |                | |
| 24 juli 2018 16:00 uur | Astana                  | 2 – 1   | FC Midtjylland | Stadion: Astana Arena, Astana Toeschouwers: 23.010 Scheidsrechter: Radu Petrescu Assistenten: Radu Ghinguleac Assistenten: Mircea Grigoriu Vierde official: Marcel Birsan |
| 24 juli 2018 16:00 uur | Kleinheisler 31', 90+4' | Verslag | 51' Wikheim    | Stadion: Astana Arena, Astana Toeschouwers: 23.010 Scheidsrechter: Radu Petrescu Assistenten: Radu Ghinguleac Assistenten: Mircea Grigoriu Vierde official: Marcel Birsan |
| 24 juli 2018 16:00 uur |                         |         |                | Stadion: Astana Arena, Astana Toeschouwers: 23.010 Scheidsrechter: Radu Petrescu Assistenten: Radu Ghinguleac Assistenten: Mircea Grigoriu Vierde official: Marcel Birsan |
| 24 juli 2018 16:00 uur |                         |         |                | Stadion: Astana Arena, Astana Toeschouwers: 23.010 Scheidsrechter: Radu Petrescu Assistenten: Radu Ghinguleac Assistenten: Mircea Grigoriu Vierde official: Marcel Birsan |
|                        |                         |         |                | |

|                                                                        |                |       |        | |
| 1 augustus 2018 19:00 uur                                              | FC Midtjylland | 0 – 0 | Astana | Stadion: MCH Arena, Herning Toeschouwers: 8.731 Scheidsrechter: Juan Martínez Munuera Assistenten: Diego Barbero Sevilla Assistenten: César Manuel Noval Font Vierde official: Mario Melero López |
| 1 augustus 2018 19:00 uur                                              | Verslag        |       |        | Stadion: MCH Arena, Herning Toeschouwers: 8.731 Scheidsrechter: Juan Martínez Munuera Assistenten: Diego Barbero Sevilla Assistenten: César Manuel Noval Font Vierde official: Mario Melero López |
| 1 augustus 2018 19:00 uur                                              |                |       |        | Stadion: MCH Arena, Herning Toeschouwers: 8.731 Scheidsrechter: Juan Martínez Munuera Assistenten: Diego Barbero Sevilla Assistenten: César Manuel Noval Font Vierde official: Mario Melero López |
| 1 augustus 2018 19:00 uur                                              |                |       |        | Stadion: MCH Arena, Herning Toeschouwers: 8.731 Scheidsrechter: Juan Martínez Munuera Assistenten: Diego Barbero Sevilla Assistenten: César Manuel Noval Font Vierde official: Mario Melero López |
| Bijz.: Astana won over twee wedstrijden met een totaalscore van 2 – 1. |                |       |        | |

|                        |                |       |          | |
| 25 juli 2018 19:00 uur | PFK Ludogorets | 0 – 0 | Videoton | Stadion: Loedogorets Arena, Razgrad Toeschouwers: 5.327 Scheidsrechter: Bojan Pandžić Assistenten: Fredrik Klyver Assistenten: Mikael Hallin Vierde official: Kaspar Sjöberg |
| 25 juli 2018 19:00 uur | Verslag        |       |          | Stadion: Loedogorets Arena, Razgrad Toeschouwers: 5.327 Scheidsrechter: Bojan Pandžić Assistenten: Fredrik Klyver Assistenten: Mikael Hallin Vierde official: Kaspar Sjöberg |
| 25 juli 2018 19:00 uur |                |       |          | Stadion: Loedogorets Arena, Razgrad Toeschouwers: 5.327 Scheidsrechter: Bojan Pandžić Assistenten: Fredrik Klyver Assistenten: Mikael Hallin Vierde official: Kaspar Sjöberg |
| 25 juli 2018 19:00 uur |                |       |          | Stadion: Loedogorets Arena, Razgrad Toeschouwers: 5.327 Scheidsrechter: Bojan Pandžić Assistenten: Fredrik Klyver Assistenten: Mikael Hallin Vierde official: Kaspar Sjöberg |
|                        |                |       |          | |

|                                                                          |            |         |                   | |
| 1 augustus 2018 20:00 uur                                                | Videoton   | 1 – 0   | PFK Ludogorets    | Stadion: Pancho Arena, Felcsút Toeschouwers: 2.878 Scheidsrechter: Manuel Schüttengruber Assistenten: Robert Steinacher Assistenten: Andreas Rothmann Vierde official: René Eisner |
| 1 augustus 2018 20:00 uur                                                | Hadžić 45' | Verslag | 29', 40' Misidjan | Stadion: Pancho Arena, Felcsút Toeschouwers: 2.878 Scheidsrechter: Manuel Schüttengruber Assistenten: Robert Steinacher Assistenten: Andreas Rothmann Vierde official: René Eisner |
| 1 augustus 2018 20:00 uur                                                |            |         |                   | Stadion: Pancho Arena, Felcsút Toeschouwers: 2.878 Scheidsrechter: Manuel Schüttengruber Assistenten: Robert Steinacher Assistenten: Andreas Rothmann Vierde official: René Eisner |
| 1 augustus 2018 20:00 uur                                                |            |         |                   | Stadion: Pancho Arena, Felcsút Toeschouwers: 2.878 Scheidsrechter: Manuel Schüttengruber Assistenten: Robert Steinacher Assistenten: Andreas Rothmann Vierde official: René Eisner |
| Bijz.: Videoton won over twee wedstrijden met een totaalscore van 0 – 1. |            |         |                   | |

|                        |           |       |            | |
| 25 juli 2018 19:00 uur | KF Kukësi | 0 – 0 | FK Qarabağ | Stadion: Loro Boriçistadion, Shkodër Toeschouwers: 700 Scheidsrechter: Ola Hobber Nilsen Assistenten: Tom Harald Grønevik Assistenten: Geir Isaksen Vierde official: Kai Erik Steen |
| 25 juli 2018 19:00 uur | Verslag   |       |            | Stadion: Loro Boriçistadion, Shkodër Toeschouwers: 700 Scheidsrechter: Ola Hobber Nilsen Assistenten: Tom Harald Grønevik Assistenten: Geir Isaksen Vierde official: Kai Erik Steen |
| 25 juli 2018 19:00 uur |           |       |            | Stadion: Loro Boriçistadion, Shkodër Toeschouwers: 700 Scheidsrechter: Ola Hobber Nilsen Assistenten: Tom Harald Grønevik Assistenten: Geir Isaksen Vierde official: Kai Erik Steen |
| 25 juli 2018 19:00 uur |           |       |            | Stadion: Loro Boriçistadion, Shkodër Toeschouwers: 700 Scheidsrechter: Ola Hobber Nilsen Assistenten: Tom Harald Grønevik Assistenten: Geir Isaksen Vierde official: Kai Erik Steen |
|                        |           |       |            | |

|                                                                            |                                             |         |           | |
| 1 augustus 2018 19:00 uur                                                  | FK Qarabağ                                  | 3 – 0   | KF Kukësi | Stadion: Tofikh Bakhramovstadion, Bakoe Toeschouwers: 25.030 Scheidsrechter: Peter Královič Assistenten: Miroslav Benko Assistenten: Erik Weiss Vierde official: Patrik Hrčka |
| 1 augustus 2018 19:00 uur                                                  | Quintana 24' (pen.), 57' (pen.) Delarge 89' | Verslag | 52' Alla  | Stadion: Tofikh Bakhramovstadion, Bakoe Toeschouwers: 25.030 Scheidsrechter: Peter Královič Assistenten: Miroslav Benko Assistenten: Erik Weiss Vierde official: Patrik Hrčka |
| 1 augustus 2018 19:00 uur                                                  |                                             |         |           | Stadion: Tofikh Bakhramovstadion, Bakoe Toeschouwers: 25.030 Scheidsrechter: Peter Královič Assistenten: Miroslav Benko Assistenten: Erik Weiss Vierde official: Patrik Hrčka |
| 1 augustus 2018 19:00 uur                                                  |                                             |         |           | Stadion: Tofikh Bakhramovstadion, Bakoe Toeschouwers: 25.030 Scheidsrechter: Peter Královič Assistenten: Miroslav Benko Assistenten: Erik Weiss Vierde official: Patrik Hrčka |
| Bijz.: FK Qarabağ won over twee wedstrijden met een totaalscore van 0 – 3. |                                             |         |           | |

|                        |          |         |                | |
| 24 juli 2018 18:00 uur | CFR Cluj | 0 – 1   | Malmö FF       | Stadion: Dr.-Constantin-Rădulescustadion, Cluj-Napoca Toeschouwers: 6.950 Scheidsrechter: Nikola Dabanović Assistenten: Djordjije Ražnatović Assistenten: Marjan Paunović Vierde official: Miloš Bošković |
| 24 juli 2018 18:00 uur |          | Verslag | 45' Strandberg | Stadion: Dr.-Constantin-Rădulescustadion, Cluj-Napoca Toeschouwers: 6.950 Scheidsrechter: Nikola Dabanović Assistenten: Djordjije Ražnatović Assistenten: Marjan Paunović Vierde official: Miloš Bošković |
| 24 juli 2018 18:00 uur |          |         |                | Stadion: Dr.-Constantin-Rădulescustadion, Cluj-Napoca Toeschouwers: 6.950 Scheidsrechter: Nikola Dabanović Assistenten: Djordjije Ražnatović Assistenten: Marjan Paunović Vierde official: Miloš Bošković |
| 24 juli 2018 18:00 uur |          |         |                | Stadion: Dr.-Constantin-Rădulescustadion, Cluj-Napoca Toeschouwers: 6.950 Scheidsrechter: Nikola Dabanović Assistenten: Djordjije Ražnatović Assistenten: Marjan Paunović Vierde official: Miloš Bošković |
|                        |          |         |                | |

|                                                                          |                |         |                             | |
| 1 augustus 2018 19:00 uur                                                | Malmö FF       | 1 – 1   | CFR Cluj                    | Stadion: Swedbankstadion, Malmö Toeschouwers: 18.153 Scheidsrechter: Andrew Dallas Assistenten: Graeme Stewart Assistenten: Douglas Ross Vierde official: Donald Robertson |
| 1 augustus 2018 19:00 uur                                                | Traustason 55' | Verslag | 36' Djoković 62', 77' Culio | Stadion: Swedbankstadion, Malmö Toeschouwers: 18.153 Scheidsrechter: Andrew Dallas Assistenten: Graeme Stewart Assistenten: Douglas Ross Vierde official: Donald Robertson |
| 1 augustus 2018 19:00 uur                                                |                |         |                             | Stadion: Swedbankstadion, Malmö Toeschouwers: 18.153 Scheidsrechter: Andrew Dallas Assistenten: Graeme Stewart Assistenten: Douglas Ross Vierde official: Donald Robertson |
| 1 augustus 2018 19:00 uur                                                |                |         |                             | Stadion: Swedbankstadion, Malmö Toeschouwers: 18.153 Scheidsrechter: Andrew Dallas Assistenten: Graeme Stewart Assistenten: Douglas Ross Vierde official: Donald Robertson |
| Bijz.: Malmö FF won over twee wedstrijden met een totaalscore van 1 – 2. |                |         |                             | |

|                        |                                                     |         |                   | |
| 24 juli 2018 20:00 uur | Dinamo Zagreb                                       | 5 – 0   | Hapoel Beër Sjeva | Stadion: Maksimirstadion, Zagreb Toeschouwers: 9.099 Scheidsrechter: Ali Palabıyık Assistenten: Kerem Ersoy Assistenten: Serkan Olguncan Vierde official: Alper Ulusoy |
| 24 juli 2018 20:00 uur | I. Hajrović 22' Oršić 28' Ademi 51', 62' Hodžić 82' | Verslag |                   | Stadion: Maksimirstadion, Zagreb Toeschouwers: 9.099 Scheidsrechter: Ali Palabıyık Assistenten: Kerem Ersoy Assistenten: Serkan Olguncan Vierde official: Alper Ulusoy |
| 24 juli 2018 20:00 uur |                                                     |         |                   | Stadion: Maksimirstadion, Zagreb Toeschouwers: 9.099 Scheidsrechter: Ali Palabıyık Assistenten: Kerem Ersoy Assistenten: Serkan Olguncan Vierde official: Alper Ulusoy |
| 24 juli 2018 20:00 uur |                                                     |         |                   | Stadion: Maksimirstadion, Zagreb Toeschouwers: 9.099 Scheidsrechter: Ali Palabıyık Assistenten: Kerem Ersoy Assistenten: Serkan Olguncan Vierde official: Alper Ulusoy |
|                        |                                                     |         |                   | |

|                                                                               |                               |         |                             | |
| 31 juli 2018 19:00 uur                                                        | Hapoel Beër Sjeva             | 2 – 2   | Dinamo Zagreb               | Stadion: Turnerstadion, Beër Sjeva Toeschouwers: 10.181 Scheidsrechter: François Letexier Assistenten: Cyril Mugnier Assistenten: Mehdi Rahmouni Vierde official: Olivier Thual |
| 31 juli 2018 19:00 uur                                                        | Ogu 14' Stojanović 34' (e.d.) | Verslag | 49' Budimir 54' I. Hajrović | Stadion: Turnerstadion, Beër Sjeva Toeschouwers: 10.181 Scheidsrechter: François Letexier Assistenten: Cyril Mugnier Assistenten: Mehdi Rahmouni Vierde official: Olivier Thual |
| 31 juli 2018 19:00 uur                                                        |                               |         |                             | Stadion: Turnerstadion, Beër Sjeva Toeschouwers: 10.181 Scheidsrechter: François Letexier Assistenten: Cyril Mugnier Assistenten: Mehdi Rahmouni Vierde official: Olivier Thual |
| 31 juli 2018 19:00 uur                                                        |                               |         |                             | Stadion: Turnerstadion, Beër Sjeva Toeschouwers: 10.181 Scheidsrechter: François Letexier Assistenten: Cyril Mugnier Assistenten: Mehdi Rahmouni Vierde official: Olivier Thual |
| Bijz.: Dinamo Zagreb won over twee wedstrijden met een totaalscore van 7 – 2. |                               |         |                             | |

|                        |                                |         |                    | |
| 24 juli 2018 20:30 uur | Rode Ster Belgrado             | 3 – 0   | Sūduva Marijampolė | Stadion: Rode Sterstadion, Belgrado Toeschouwers: 23.218 Scheidsrechter: Bastian Dankert Assistenten: Markus Häcker Assistenten: Christian Gittelmann Vierde official: Robert Hartmann |
| 24 juli 2018 20:30 uur | Ebecilio 23' Radonjić 35', 58' | Verslag |                    | Stadion: Rode Sterstadion, Belgrado Toeschouwers: 23.218 Scheidsrechter: Bastian Dankert Assistenten: Markus Häcker Assistenten: Christian Gittelmann Vierde official: Robert Hartmann |
| 24 juli 2018 20:30 uur |                                |         |                    | Stadion: Rode Sterstadion, Belgrado Toeschouwers: 23.218 Scheidsrechter: Bastian Dankert Assistenten: Markus Häcker Assistenten: Christian Gittelmann Vierde official: Robert Hartmann |
| 24 juli 2018 20:30 uur |                                |         |                    | Stadion: Rode Sterstadion, Belgrado Toeschouwers: 23.218 Scheidsrechter: Bastian Dankert Assistenten: Markus Häcker Assistenten: Christian Gittelmann Vierde official: Robert Hartmann |
|                        |                                |         |                    | |

|                                                                                    |                    |         |                           | |
| 1 augustus 2018 19:30 uur                                                          | Sūduva Marijampolė | 0 – 2   | Rode Ster Belgrado        | Stadion: Sūduvastadion, Marijampolė Toeschouwers: 4.020 Scheidsrechter: Tiago Martins Assistenten: Luís Campos Assistenten: Pedro Almeida Vierde official: Luís Godinho |
| 1 augustus 2018 19:30 uur                                                          |                    | Verslag | 8' Nabouhane 38' Radonjić | Stadion: Sūduvastadion, Marijampolė Toeschouwers: 4.020 Scheidsrechter: Tiago Martins Assistenten: Luís Campos Assistenten: Pedro Almeida Vierde official: Luís Godinho |
| 1 augustus 2018 19:30 uur                                                          |                    |         |                           | Stadion: Sūduvastadion, Marijampolė Toeschouwers: 4.020 Scheidsrechter: Tiago Martins Assistenten: Luís Campos Assistenten: Pedro Almeida Vierde official: Luís Godinho |
| 1 augustus 2018 19:30 uur                                                          |                    |         |                           | Stadion: Sūduvastadion, Marijampolė Toeschouwers: 4.020 Scheidsrechter: Tiago Martins Assistenten: Luís Campos Assistenten: Pedro Almeida Vierde official: Luís Godinho |
| Bijz.: Rode Ster Belgrado won over twee wedstrijden met een totaalscore van 5 – 0. |                    |         |                           | |

|                        |              |       |              | |
| 25 juli 2018 19:00 uur | BATE Borisov | 0 – 0 | HJK Helsinki | Stadion: Borisov Arena, Borisov Toeschouwers: 11.567 Scheidsrechter: Marco Di Bello Assistenten: Alessandro Costanzo Assistenten: Giorgio Peretti Vierde official: Fabio Maresca |
| 25 juli 2018 19:00 uur | Verslag      |       |              | Stadion: Borisov Arena, Borisov Toeschouwers: 11.567 Scheidsrechter: Marco Di Bello Assistenten: Alessandro Costanzo Assistenten: Giorgio Peretti Vierde official: Fabio Maresca |
| 25 juli 2018 19:00 uur |              |       |              | Stadion: Borisov Arena, Borisov Toeschouwers: 11.567 Scheidsrechter: Marco Di Bello Assistenten: Alessandro Costanzo Assistenten: Giorgio Peretti Vierde official: Fabio Maresca |
| 25 juli 2018 19:00 uur |              |       |              | Stadion: Borisov Arena, Borisov Toeschouwers: 11.567 Scheidsrechter: Marco Di Bello Assistenten: Alessandro Costanzo Assistenten: Giorgio Peretti Vierde official: Fabio Maresca |
|                        |              |       |              | |

|                                                                              |              |         |                                  | |
| 1 augustus 2018 18:00 uur                                                    | HJK Helsinki | 1 – 2   | BATE Borisov                     | Stadion: Sonerastadion, Helsinki Toeschouwers: 10.210 Scheidsrechter: Jonathan Lardot Assistenten: Frédéric Godelaine Assistenten: Florian Lemaire Vierde official: Jan Boterberg |
| 1 augustus 2018 18:00 uur                                                    | Yaghoubi 28' | Verslag | 20' (e.d.) Rafinha 24' Stasevich | Stadion: Sonerastadion, Helsinki Toeschouwers: 10.210 Scheidsrechter: Jonathan Lardot Assistenten: Frédéric Godelaine Assistenten: Florian Lemaire Vierde official: Jan Boterberg |
| 1 augustus 2018 18:00 uur                                                    |              |         |                                  | Stadion: Sonerastadion, Helsinki Toeschouwers: 10.210 Scheidsrechter: Jonathan Lardot Assistenten: Frédéric Godelaine Assistenten: Florian Lemaire Vierde official: Jan Boterberg |
| 1 augustus 2018 18:00 uur                                                    |              |         |                                  | Stadion: Sonerastadion, Helsinki Toeschouwers: 10.210 Scheidsrechter: Jonathan Lardot Assistenten: Frédéric Godelaine Assistenten: Florian Lemaire Vierde official: Jan Boterberg |
| Bijz.: BATE Borisov won over twee wedstrijden met een totaalscore van 1 – 2. |              |         |                                  | |

|                        |                     |         |                  | |
| 24 juli 2018 20:15 uur | Shkendija 79 Tetovo | 1 – 0   | Sheriff Tiraspol | Stadion: Philip II Arena, Skopje Toeschouwers: 3.696 Scheidsrechter: Mads-Kristoffer Kristoffersen Assistenten: Dennis Rasmussen Assistenten: Victor Skytte Vierde official: Michael Tykgaard |
| 24 juli 2018 20:15 uur | Ibraimi 24'         | Verslag |                  | Stadion: Philip II Arena, Skopje Toeschouwers: 3.696 Scheidsrechter: Mads-Kristoffer Kristoffersen Assistenten: Dennis Rasmussen Assistenten: Victor Skytte Vierde official: Michael Tykgaard |
| 24 juli 2018 20:15 uur |                     |         |                  | Stadion: Philip II Arena, Skopje Toeschouwers: 3.696 Scheidsrechter: Mads-Kristoffer Kristoffersen Assistenten: Dennis Rasmussen Assistenten: Victor Skytte Vierde official: Michael Tykgaard |
| 24 juli 2018 20:15 uur |                     |         |                  | Stadion: Philip II Arena, Skopje Toeschouwers: 3.696 Scheidsrechter: Mads-Kristoffer Kristoffersen Assistenten: Dennis Rasmussen Assistenten: Victor Skytte Vierde official: Michael Tykgaard |
|                        |                     |         |                  | |

|                                                                              |                  |       |                     | |
| 31 juli 2018 19:00 uur                                                       | Sheriff Tiraspol | 0 – 0 | Shkendija 79 Tetovo | Stadion: Sheriffstadion, Tiraspol Toeschouwers: 6.319 Scheidsrechter: Ville Nevalainen Assistenten: Ville Koskiniemi Assistenten: Mika Lamppu Vierde official: Atte Jussila |
| 31 juli 2018 19:00 uur                                                       | Verslag          |       |                     | Stadion: Sheriffstadion, Tiraspol Toeschouwers: 6.319 Scheidsrechter: Ville Nevalainen Assistenten: Ville Koskiniemi Assistenten: Mika Lamppu Vierde official: Atte Jussila |
| 31 juli 2018 19:00 uur                                                       |                  |       |                     | Stadion: Sheriffstadion, Tiraspol Toeschouwers: 6.319 Scheidsrechter: Ville Nevalainen Assistenten: Ville Koskiniemi Assistenten: Mika Lamppu Vierde official: Atte Jussila |
| 31 juli 2018 19:00 uur                                                       |                  |       |                     | Stadion: Sheriffstadion, Tiraspol Toeschouwers: 6.319 Scheidsrechter: Ville Nevalainen Assistenten: Ville Koskiniemi Assistenten: Mika Lamppu Vierde official: Atte Jussila |
| Bijz.: FK Shkendija won over twee wedstrijden met een totaalscore van 1 – 0. |                  |       |                     | |

|                        |                |         |                          | |
| 24 juli 2018 21:00 uur | Legia Warschau | 0 – 2   | Spartak Trnava           | Stadion: Wojska Polskiegostadion, Warschau Toeschouwers: 15.527 Scheidsrechter: Ádám Farkas Assistenten: Péter Kóbor Assistenten: Balázs Szert Vierde official: Ferenc Karakó |
| 24 juli 2018 21:00 uur |                | Verslag | 16' Grendel 90+3' Vlasko | Stadion: Wojska Polskiegostadion, Warschau Toeschouwers: 15.527 Scheidsrechter: Ádám Farkas Assistenten: Péter Kóbor Assistenten: Balázs Szert Vierde official: Ferenc Karakó |
| 24 juli 2018 21:00 uur |                |         |                          | Stadion: Wojska Polskiegostadion, Warschau Toeschouwers: 15.527 Scheidsrechter: Ádám Farkas Assistenten: Péter Kóbor Assistenten: Balázs Szert Vierde official: Ferenc Karakó |
| 24 juli 2018 21:00 uur |                |         |                          | Stadion: Wojska Polskiegostadion, Warschau Toeschouwers: 15.527 Scheidsrechter: Ádám Farkas Assistenten: Péter Kóbor Assistenten: Balázs Szert Vierde official: Ferenc Karakó |
|                        |                |         |                          | |

|                                                                                   |                |         |                                             | |
| 31 juli 2018 20:30 uur                                                            | Spartak Trnava | 0 - 1   | Legia Warschau                              | Stadion: Štadión Antona Malatinského, Trnava Toeschouwers: 17.204 Scheidsrechter: Roi Reinshreiber Assistenten: Danny Krasikow Assistenten: Roy Hassan Vierde official: Daniel Bar Natan |
| 31 juli 2018 20:30 uur                                                            |                | Verslag | 25', 37' Vešović 63' Astiz 81', 85' Antolić | Stadion: Štadión Antona Malatinského, Trnava Toeschouwers: 17.204 Scheidsrechter: Roi Reinshreiber Assistenten: Danny Krasikow Assistenten: Roy Hassan Vierde official: Daniel Bar Natan |
| 31 juli 2018 20:30 uur                                                            |                |         |                                             | Stadion: Štadión Antona Malatinského, Trnava Toeschouwers: 17.204 Scheidsrechter: Roi Reinshreiber Assistenten: Danny Krasikow Assistenten: Roy Hassan Vierde official: Daniel Bar Natan |
| 31 juli 2018 20:30 uur                                                            |                |         |                                             | Stadion: Štadión Antona Malatinského, Trnava Toeschouwers: 17.204 Scheidsrechter: Roi Reinshreiber Assistenten: Danny Krasikow Assistenten: Roy Hassan Vierde official: Daniel Bar Natan |
| Bijz.: FC Spartak Trnava won over twee wedstrijden met een totaalscore van 1 – 2. |                |         |                                             | |

|                        |                             |         |            | |
| 25 juli 2018 20:45 uur | Celtic                      | 3 – 1   | Rosenborg  | Stadion: Celtic Park, Glasgow Toeschouwers: 51.184 Scheidsrechter: Bart Vertenten Assistenten: Rien Vanyzere Assistenten: Thibaud Nijssen Vierde official: Wesley Alen |
| 25 juli 2018 20:45 uur | Édouard 43', 75' Ntcham 46' | Verslag | 16' Meling | Stadion: Celtic Park, Glasgow Toeschouwers: 51.184 Scheidsrechter: Bart Vertenten Assistenten: Rien Vanyzere Assistenten: Thibaud Nijssen Vierde official: Wesley Alen |
| 25 juli 2018 20:45 uur |                             |         |            | Stadion: Celtic Park, Glasgow Toeschouwers: 51.184 Scheidsrechter: Bart Vertenten Assistenten: Rien Vanyzere Assistenten: Thibaud Nijssen Vierde official: Wesley Alen |
| 25 juli 2018 20:45 uur |                             |         |            | Stadion: Celtic Park, Glasgow Toeschouwers: 51.184 Scheidsrechter: Bart Vertenten Assistenten: Rien Vanyzere Assistenten: Thibaud Nijssen Vierde official: Wesley Alen |
|                        |                             |         |            | |

|                                                                        |           |       |        | |
| 1 augustus 2018 20:45 uur                                              | Rosenborg | 0 – 0 | Celtic | Stadion: Lerkendalstadion, Trondheim Toeschouwers: 14.263 Scheidsrechter: Sandro Schärer Assistenten: Bekim Zogaj Assistenten: Jonas Erni Vierde official: Lukas Fähndrich |
| 1 augustus 2018 20:45 uur                                              | Verslag   |       |        | Stadion: Lerkendalstadion, Trondheim Toeschouwers: 14.263 Scheidsrechter: Sandro Schärer Assistenten: Bekim Zogaj Assistenten: Jonas Erni Vierde official: Lukas Fähndrich |
| 1 augustus 2018 20:45 uur                                              |           |       |        | Stadion: Lerkendalstadion, Trondheim Toeschouwers: 14.263 Scheidsrechter: Sandro Schärer Assistenten: Bekim Zogaj Assistenten: Jonas Erni Vierde official: Lukas Fähndrich |
| 1 augustus 2018 20:45 uur                                              |           |       |        | Stadion: Lerkendalstadion, Trondheim Toeschouwers: 14.263 Scheidsrechter: Sandro Schärer Assistenten: Bekim Zogaj Assistenten: Jonas Erni Vierde official: Lukas Fähndrich |
| Bijz.: Celtic won over twee wedstrijden met een totaalscore van 3 – 1. |           |       |        | |

|                        |                        |         |           | |
| 24 juli 2018 19:30 uur | PAOK Saloniki          | 2 – 1   | FC Basel  | Stadion: Toumbastadion, Thessaloniki Toeschouwers: 24.670 Scheidsrechter: Robert Madley Assistenten: Ian Hussin Assistenten: Marc Perry Vierde official: Jonathan Moss |
| 24 juli 2018 19:30 uur | Cañas 32' Prijović 80' | Verslag | 82' Ajeti | Stadion: Toumbastadion, Thessaloniki Toeschouwers: 24.670 Scheidsrechter: Robert Madley Assistenten: Ian Hussin Assistenten: Marc Perry Vierde official: Jonathan Moss |
| 24 juli 2018 19:30 uur |                        |         |           | Stadion: Toumbastadion, Thessaloniki Toeschouwers: 24.670 Scheidsrechter: Robert Madley Assistenten: Ian Hussin Assistenten: Marc Perry Vierde official: Jonathan Moss |
| 24 juli 2018 19:30 uur |                        |         |           | Stadion: Toumbastadion, Thessaloniki Toeschouwers: 24.670 Scheidsrechter: Robert Madley Assistenten: Ian Hussin Assistenten: Marc Perry Vierde official: Jonathan Moss |
|                        |                        |         |           | |

|                                                                               |          |         |                                        | |
| 1 augustus 2018 20:30 uur                                                     | FC Basel | 0 – 3   | PAOK Saloniki                          | Stadion: St. Jakob-Park, Bazel Toeschouwers: 14.328 Scheidsrechter: Paolo Valeri Assistenten: Alessandro Giallatini Assistenten: Alberto Tegoni Vierde official: Maurizio Mariani |
| 1 augustus 2018 20:30 uur                                                     |          | Verslag | 7' Varela 52' Prijović 60' El Kaddouri | Stadion: St. Jakob-Park, Bazel Toeschouwers: 14.328 Scheidsrechter: Paolo Valeri Assistenten: Alessandro Giallatini Assistenten: Alberto Tegoni Vierde official: Maurizio Mariani |
| 1 augustus 2018 20:30 uur                                                     |          |         |                                        | Stadion: St. Jakob-Park, Bazel Toeschouwers: 14.328 Scheidsrechter: Paolo Valeri Assistenten: Alessandro Giallatini Assistenten: Alberto Tegoni Vierde official: Maurizio Mariani |
| 1 augustus 2018 20:30 uur                                                     |          |         |                                        | Stadion: St. Jakob-Park, Bazel Toeschouwers: 14.328 Scheidsrechter: Paolo Valeri Assistenten: Alessandro Giallatini Assistenten: Alberto Tegoni Vierde official: Maurizio Mariani |
| Bijz.: PAOK Saloniki won over twee wedstrijden met een totaalscore van 5 – 1. |          |         |                                        | |

|                        |                       |         |            | |
| 25 juli 2018 20:30 uur | Ajax                  | 2 – 0   | Sturm Graz | Stadion: Johan Cruijff ArenA, Amsterdam Toeschouwers: 53.106 Scheidsrechter: Alejandro Hernández Assistenten: Teodoro Sobrino Assistenten: José Naranjo Vierde official: José Luis Munuero |
| 25 juli 2018 20:30 uur | Ziyech 15' Schöne 57' | Verslag |            | Stadion: Johan Cruijff ArenA, Amsterdam Toeschouwers: 53.106 Scheidsrechter: Alejandro Hernández Assistenten: Teodoro Sobrino Assistenten: José Naranjo Vierde official: José Luis Munuero |
| 25 juli 2018 20:30 uur |                       |         |            | Stadion: Johan Cruijff ArenA, Amsterdam Toeschouwers: 53.106 Scheidsrechter: Alejandro Hernández Assistenten: Teodoro Sobrino Assistenten: José Naranjo Vierde official: José Luis Munuero |
| 25 juli 2018 20:30 uur |                       |         |            | Stadion: Johan Cruijff ArenA, Amsterdam Toeschouwers: 53.106 Scheidsrechter: Alejandro Hernández Assistenten: Teodoro Sobrino Assistenten: José Naranjo Vierde official: José Luis Munuero |
|                        |                       |         |            | |

|                                                                      |                  |         |                              | |
| 1 augustus 2018 20:30 uur                                            | Sturm Graz       | 1 – 3   | Ajax                         | Stadion: UPC Arena, Graz Toeschouwers: 15.172 Scheidsrechter: Bartosz Frankowski Assistenten: Marcin Boniek Assistenten: Jakub Winkler Vierde official: Krzysztof Jakubik |
| 1 augustus 2018 20:30 uur                                            | Onana 89' (e.d.) | Verslag | 39', 77' Huntelaar 48' Tadić | Stadion: UPC Arena, Graz Toeschouwers: 15.172 Scheidsrechter: Bartosz Frankowski Assistenten: Marcin Boniek Assistenten: Jakub Winkler Vierde official: Krzysztof Jakubik |
| 1 augustus 2018 20:30 uur                                            |                  |         |                              | Stadion: UPC Arena, Graz Toeschouwers: 15.172 Scheidsrechter: Bartosz Frankowski Assistenten: Marcin Boniek Assistenten: Jakub Winkler Vierde official: Krzysztof Jakubik |
| 1 augustus 2018 20:30 uur                                            |                  |         |                              | Stadion: UPC Arena, Graz Toeschouwers: 15.172 Scheidsrechter: Bartosz Frankowski Assistenten: Marcin Boniek Assistenten: Jakub Winkler Vierde official: Krzysztof Jakubik |
| Bijz.: Ajax won over twee wedstrijden met een totaalscore van 5 – 1. |                  |         |                              | |

### Derde kwalificatieronde
De loting vond plaats op 23 juli 2018. De derde kwalificatieronde bestond uit twee aparte constructies: een voor kampioenen en een voor niet-kampioenen. De verliezende clubs vanuit de constructie kampioenen stroomden door naar de play-offronde (kampioenen) van de UEFA Europa League 2018/19 en de verliezende clubs vanuit de constructie niet-kampioenen stroomden door naar het hoofdtoernooi van de UEFA Europa League 2018/19. De heenwedstrijden werden gespeeld op 7 en 8 augustus, de terugwedstrijden op 14 augustus 2018.

#### Loting

##### Kampioenen
Aan de derde kwalificatieronde voor kampioenen deden 12 clubs mee: 2 nieuwe clubs en de 10 winnaars uit de tweede kwalificatieronde (kampioenen).
| Geplaatst | Geplaatst                                                      | Ongeplaatst         | Ongeplaatst |
| Team | Coeff.                                                         | Team                | Coeff.      |
| --- | -------------------------------------------------------------- | ------------------- | ----------- |
| Red Bull Salzburg | 55.500                                                         | BATE Borisov        | 20.500      |
| Videoton | (37.000)                                                       | Dinamo Zagreb       | 17.500      |
| Celtic | 31.000                                                         | Shkendija 79 Tetovo | (14.750)    |
| Spartak Trnava | (24.500)                                                       | Malmö FF            | 14.000      |
| Astana | 21.750                                                         | Rode Ster Belgrado  | 10.750      |
| FK Qarabağ | 20.500                                                         | AEK Athene          | 10.000      |
| \| Legenda \| \| \| Geplaatst voor de volgende ronde (play-offronde (kampioenen)) \| \| \| Geplaatst voor de Europa League (play-offronde (kampioenen)) \| \| \| Symbool: \| Betekenis: \| \| (.....) \| Door op de coëfficiënt van de tegenstander uit de vorige ronde \| |                                                                |                     |             |
| Legenda |                                                                |                     |             |
| Geplaatst voor de volgende ronde (play-offronde (kampioenen)) |                                                                |                     |             |
| Geplaatst voor de Europa League (play-offronde (kampioenen)) |                                                                |                     |             |
| Symbool: | Betekenis:                                                     |                     |             |
| (.....) | Door op de coëfficiënt van de tegenstander uit de vorige ronde |                     |             |

##### Niet-kampioenen
Aan de derde kwalificatieronde voor niet-kampioenen deden 8 clubs mee: 6 nieuwe clubs en de 2 winnaars uit de tweede kwalificatieronde (niet-kampioenen).
| Geplaatst | Geplaatst                                                      | Ongeplaatst    | Ongeplaatst |
| Team | Coeff.                                                         | Team           | Coeff.      |
| --- | -------------------------------------------------------------- | -------------- | ----------- |
| Benfica | 80.000                                                         | Fenerbahçe     | 23.500      |
| PAOK Saloniki | (71.000)                                                       | Spartak Moskou | 13.500      |
| Dynamo Kiev | 62.000                                                         | Standard Luik  | 12.500      |
| Ajax | 53.500                                                         | Slavia Praag   | 07.500      |
| \| Legenda \| \| \| Geplaatst voor de volgende ronde (play-offronde (niet-kampioenen)) \| \| \| Geplaatst voor de groepsfase van de Europa League \| \| \| Symbool: \| Betekenis: \| \| (.....) \| Door op de coëfficiënt van de tegenstander uit de vorige ronde \| |                                                                |                |             |
| Legenda |                                                                |                |             |
| Geplaatst voor de volgende ronde (play-offronde (niet-kampioenen)) |                                                                |                |             |
| Geplaatst voor de groepsfase van de Europa League |                                                                |                |             |
| Symbool: | Betekenis:                                                     |                |             |
| (.....) | Door op de coëfficiënt van de tegenstander uit de vorige ronde |                |             |

| Team 1             | Tot.       | Team 2                 | 1e wedstr. | 2e wedstr.   |
| Kampioenen         | Kampioenen | Kampioenen             | Kampioenen | Kampioenen   |
| ------------------ | ---------- | ---------------------- | ---------- | ------------ |
| Celtic             | 2 – 3      | AEK Athene             | 1 – 1      | 1 – 2        |
| Red Bull Salzburg  | 4 – 0      | FK Shkendija 79 Tetovo | 3 – 0      | 1 – 0        |
| Rode Ster Belgrado | 3 – 2      | Spartak Trnava         | 1 – 1      | 2 – 1 (n.v.) |
| FK Qarabağ         | 1 – 2      | BATE Borisov           | 0 – 1      | 1 – 1        |
| Astana             | 0 – 3      | Dinamo Zagreb          | 0 – 2      | 0 – 1        |
| Malmö FF           | 1 – 1 (u)  | Videoton               | 1 – 1      | 0 – 0        |
| Niet-kampioenen    |            |                        |            |              |
| Standard Luik      | 2 – 5      | Ajax                   | 2 – 2      | 0 – 3        |
| Benfica            | 2 – 1      | Fenerbahçe             | 1 – 0      | 1 – 1        |
| Slavia Praag       | 1 – 3      | Dynamo Kiev            | 1 – 1      | 0 – 2        |
| PAOK Saloniki      | 3 – 2      | Spartak Moskou         | 3 – 2      | 0 – 0        |

#### Wedstrijden

##### Heen- en terugwedstrijden
|                           |              |         |                                      | |
| 8 augustus 2018 20:45 uur | Celtic       | 1 – 1   | AEK Athene                           | Stadion: Celtic Park, Glasgow Toeschouwers: 54.370 Scheidsrechter: Luca Banti Assistenten: Alessandro Costanzo Assistenten: Filippo Valeriani Vierde official: Michael Fabbri |
| 8 augustus 2018 20:45 uur | McGregor 17' | Verslag | 44' Klonaridis 50', 57' Konstantinos | Stadion: Celtic Park, Glasgow Toeschouwers: 54.370 Scheidsrechter: Luca Banti Assistenten: Alessandro Costanzo Assistenten: Filippo Valeriani Vierde official: Michael Fabbri |
| 8 augustus 2018 20:45 uur |              |         |                                      | Stadion: Celtic Park, Glasgow Toeschouwers: 54.370 Scheidsrechter: Luca Banti Assistenten: Alessandro Costanzo Assistenten: Filippo Valeriani Vierde official: Michael Fabbri |
| 8 augustus 2018 20:45 uur |              |         |                                      | Stadion: Celtic Park, Glasgow Toeschouwers: 54.370 Scheidsrechter: Luca Banti Assistenten: Alessandro Costanzo Assistenten: Filippo Valeriani Vierde official: Michael Fabbri |
|                           |              |         |                                      | |

|                                                                            |                    |         |              | |
| 14 augustus 2018 20:00 uur                                                 | AEK Athene         | 2 – 1   | Celtic       | Stadion: Olympisch Stadion Spyridon Louis, Athene Toeschouwers: 32.300 Scheidsrechter: Vladislav Bezborodov Assistenten: Valeriy Danchenko Assistenten: Maksim Gavrilin Vierde official: Sergej Ivanov |
| 14 augustus 2018 20:00 uur                                                 | Galo 6' Livaja 50' | Verslag | 78' Sinclair | Stadion: Olympisch Stadion Spyridon Louis, Athene Toeschouwers: 32.300 Scheidsrechter: Vladislav Bezborodov Assistenten: Valeriy Danchenko Assistenten: Maksim Gavrilin Vierde official: Sergej Ivanov |
| 14 augustus 2018 20:00 uur                                                 |                    |         |              | Stadion: Olympisch Stadion Spyridon Louis, Athene Toeschouwers: 32.300 Scheidsrechter: Vladislav Bezborodov Assistenten: Valeriy Danchenko Assistenten: Maksim Gavrilin Vierde official: Sergej Ivanov |
| 14 augustus 2018 20:00 uur                                                 |                    |         |              | Stadion: Olympisch Stadion Spyridon Louis, Athene Toeschouwers: 32.300 Scheidsrechter: Vladislav Bezborodov Assistenten: Valeriy Danchenko Assistenten: Maksim Gavrilin Vierde official: Sergej Ivanov |
| Bijz.: AEK Athene won over twee wedstrijden met een totaalscore van 2 – 3. |                    |         |              | |

|                           |                                                                   |         |                        | |
| 8 augustus 2018 19:00 uur | Red Bull Salzburg                                                 | 3 – 0   | FK Shkendija 79 Tetovo | Stadion: Red Bull Arena, Salzburg Toeschouwers: 10.050 Scheidsrechter: Aliyar Ağayev Assistenten: Zeynal Zeynalov Assistenten: Rza Məmmədov Vierde official: Orxan Məmmədov |
| 8 augustus 2018 19:00 uur | Dabour 16' (pen.), 45+3' Samassékou 81' (pen.) Junuzović 19', 83' | Verslag |                        | Stadion: Red Bull Arena, Salzburg Toeschouwers: 10.050 Scheidsrechter: Aliyar Ağayev Assistenten: Zeynal Zeynalov Assistenten: Rza Məmmədov Vierde official: Orxan Məmmədov |
| 8 augustus 2018 19:00 uur |                                                                   |         |                        | Stadion: Red Bull Arena, Salzburg Toeschouwers: 10.050 Scheidsrechter: Aliyar Ağayev Assistenten: Zeynal Zeynalov Assistenten: Rza Məmmədov Vierde official: Orxan Məmmədov |
| 8 augustus 2018 19:00 uur |                                                                   |         |                        | Stadion: Red Bull Arena, Salzburg Toeschouwers: 10.050 Scheidsrechter: Aliyar Ağayev Assistenten: Zeynal Zeynalov Assistenten: Rza Məmmədov Vierde official: Orxan Məmmədov |
|                           |                                                                   |         |                        | |

|                                                                                   |                        |         |                   | |
| 14 augustus 2018 20:15 uur                                                        | FK Shkendija 79 Tetovo | 0 – 1   | Red Bull Salzburg | Stadion: Philip II Arena, Skopje Toeschouwers: 3.213 Scheidsrechter: Tamás Bognár Assistenten: Balázs Buzás Assistenten: Theodoros Georgiou Vierde official: Péter Solymosi |
| 14 augustus 2018 20:15 uur                                                        |                        | Verslag | Minamino 90+2'    | Stadion: Philip II Arena, Skopje Toeschouwers: 3.213 Scheidsrechter: Tamás Bognár Assistenten: Balázs Buzás Assistenten: Theodoros Georgiou Vierde official: Péter Solymosi |
| 14 augustus 2018 20:15 uur                                                        |                        |         |                   | Stadion: Philip II Arena, Skopje Toeschouwers: 3.213 Scheidsrechter: Tamás Bognár Assistenten: Balázs Buzás Assistenten: Theodoros Georgiou Vierde official: Péter Solymosi |
| 14 augustus 2018 20:15 uur                                                        |                        |         |                   | Stadion: Philip II Arena, Skopje Toeschouwers: 3.213 Scheidsrechter: Tamás Bognár Assistenten: Balázs Buzás Assistenten: Theodoros Georgiou Vierde official: Péter Solymosi |
| Bijz.: Red Bull Salzburg won over twee wedstrijden met een totaalscore van 4 – 0. |                        |         |                   | |

|                           |                      |         |                | |
| 7 augustus 2018 20:30 uur | Rode Ster Belgrado   | 1 – 1   | Spartak Trnava | Stadion: Rode Sterstadion, Belgrado Toeschouwers: 37.112 Scheidsrechter: Carlos del Cerro Grande Assistenten: Juan Carlos Yuste Jiménez Assistenten: Abrahám Alvárez Cantón Vierde official: Santiago Jaime Latre |
| 7 augustus 2018 20:30 uur | Nabouhane 23' (pen.) | Verslag | 25' Grendel    | Stadion: Rode Sterstadion, Belgrado Toeschouwers: 37.112 Scheidsrechter: Carlos del Cerro Grande Assistenten: Juan Carlos Yuste Jiménez Assistenten: Abrahám Alvárez Cantón Vierde official: Santiago Jaime Latre |
| 7 augustus 2018 20:30 uur |                      |         |                | Stadion: Rode Sterstadion, Belgrado Toeschouwers: 37.112 Scheidsrechter: Carlos del Cerro Grande Assistenten: Juan Carlos Yuste Jiménez Assistenten: Abrahám Alvárez Cantón Vierde official: Santiago Jaime Latre |
| 7 augustus 2018 20:30 uur |                      |         |                | Stadion: Rode Sterstadion, Belgrado Toeschouwers: 37.112 Scheidsrechter: Carlos del Cerro Grande Assistenten: Juan Carlos Yuste Jiménez Assistenten: Abrahám Alvárez Cantón Vierde official: Santiago Jaime Latre |
|                           |                      |         |                | |

|                                                                                    |                |            |                           | |
| 14 augustus 2018 20:30 uur                                                         | Spartak Trnava | 1 – 2 n.v. | Rode Ster Belgrado        | Stadion: Štadión Antona Malatinského, Trnava Toeschouwers: 18.032 Scheidsrechter: Serdar Gözübüyük Assistenten: Dave Goossens Assistenten: Bas van Dongen Vierde official: Jeroen Manschot |
| 14 augustus 2018 20:30 uur                                                         | Bakoš 6'       | Verslag    | 7' Nabouhane 98' Radonjić | Stadion: Štadión Antona Malatinského, Trnava Toeschouwers: 18.032 Scheidsrechter: Serdar Gözübüyük Assistenten: Dave Goossens Assistenten: Bas van Dongen Vierde official: Jeroen Manschot |
| 14 augustus 2018 20:30 uur                                                         |                |            |                           | Stadion: Štadión Antona Malatinského, Trnava Toeschouwers: 18.032 Scheidsrechter: Serdar Gözübüyük Assistenten: Dave Goossens Assistenten: Bas van Dongen Vierde official: Jeroen Manschot |
| 14 augustus 2018 20:30 uur                                                         |                |            |                           | Stadion: Štadión Antona Malatinského, Trnava Toeschouwers: 18.032 Scheidsrechter: Serdar Gözübüyük Assistenten: Dave Goossens Assistenten: Bas van Dongen Vierde official: Jeroen Manschot |
| Bijz.: Rode Ster Belgrado won over twee wedstrijden met een totaalscore van 3 – 2. |                |            |                           | |

|                           |            |         |              | |
| 7 augustus 2018 19:00 uur | FK Qarabağ | 0 – 1   | BATE Borisov | Stadion: Tofikh Bakhramovstadion, Bakoe Toeschouwers: 29.000 Scheidsrechter: Andreas Ekberg Assistenten: Mehmet Culum Assistenten: Stefan Hallberg Vierde official: Kristoffer Karlsson |
| 7 augustus 2018 19:00 uur |            | Verslag | 36' Drahun   | Stadion: Tofikh Bakhramovstadion, Bakoe Toeschouwers: 29.000 Scheidsrechter: Andreas Ekberg Assistenten: Mehmet Culum Assistenten: Stefan Hallberg Vierde official: Kristoffer Karlsson |
| 7 augustus 2018 19:00 uur |            |         |              | Stadion: Tofikh Bakhramovstadion, Bakoe Toeschouwers: 29.000 Scheidsrechter: Andreas Ekberg Assistenten: Mehmet Culum Assistenten: Stefan Hallberg Vierde official: Kristoffer Karlsson |
| 7 augustus 2018 19:00 uur |            |         |              | Stadion: Tofikh Bakhramovstadion, Bakoe Toeschouwers: 29.000 Scheidsrechter: Andreas Ekberg Assistenten: Mehmet Culum Assistenten: Stefan Hallberg Vierde official: Kristoffer Karlsson |
|                           |            |         |              | |

|                                                                              |              |         |                              | |
| 14 augustus 2018 19:00 uur                                                   | BATE Borisov | 1 – 1   | FK Qarabağ                   | Stadion: Borisov Arena, Borisov Toeschouwers: 12.489 Scheidsrechter: Andris Treimanis Assistenten: Haralds Gudermanis Assistenten: Aleksejs Spasjonnikovs Vierde official: Aleksandrs Golubevs |
| 14 augustus 2018 19:00 uur                                                   | Ivanić 20'   | Verslag | 54' Míchel 32', 77' Emeghara | Stadion: Borisov Arena, Borisov Toeschouwers: 12.489 Scheidsrechter: Andris Treimanis Assistenten: Haralds Gudermanis Assistenten: Aleksejs Spasjonnikovs Vierde official: Aleksandrs Golubevs |
| 14 augustus 2018 19:00 uur                                                   |              |         |                              | Stadion: Borisov Arena, Borisov Toeschouwers: 12.489 Scheidsrechter: Andris Treimanis Assistenten: Haralds Gudermanis Assistenten: Aleksejs Spasjonnikovs Vierde official: Aleksandrs Golubevs |
| 14 augustus 2018 19:00 uur                                                   |              |         |                              | Stadion: Borisov Arena, Borisov Toeschouwers: 12.489 Scheidsrechter: Andris Treimanis Assistenten: Haralds Gudermanis Assistenten: Aleksejs Spasjonnikovs Vierde official: Aleksandrs Golubevs |
| Bijz.: BATE Borisov won over twee wedstrijden met een totaalscore van 1 – 2. |              |         |                              | |

|                           |        |         |                      | |
| 7 augustus 2018 16:00 uur | Astana | 0 – 2   | Dinamo Zagreb        | Stadion: Astana Arena, Astana Toeschouwers: 26.500 Scheidsrechter: John Beaton Assistenten: Alastair Mather Assistenten: Sean Carr Vierde official: Steven McLean |
| 7 augustus 2018 16:00 uur |        | Verslag | 39' Budimir 84' Olmo | Stadion: Astana Arena, Astana Toeschouwers: 26.500 Scheidsrechter: John Beaton Assistenten: Alastair Mather Assistenten: Sean Carr Vierde official: Steven McLean |
| 7 augustus 2018 16:00 uur |        |         |                      | Stadion: Astana Arena, Astana Toeschouwers: 26.500 Scheidsrechter: John Beaton Assistenten: Alastair Mather Assistenten: Sean Carr Vierde official: Steven McLean |
| 7 augustus 2018 16:00 uur |        |         |                      | Stadion: Astana Arena, Astana Toeschouwers: 26.500 Scheidsrechter: John Beaton Assistenten: Alastair Mather Assistenten: Sean Carr Vierde official: Steven McLean |
|                           |        |         |                      | |

|                                                                               |                |         |        | |
| 14 augustus 2018 20:00 uur                                                    | Dinamo Zagreb  | 1 – 0   | Astana | Stadion: Maksimirstadion, Zagreb Toeschouwers: 11.903 Scheidsrechter: Gediminas Mažeika Assistenten: Vytautas Šimkus Assistenten: Vytenis Kazlauskas Vierde official: Jurij Paskovskij |
| 14 augustus 2018 20:00 uur                                                    | Gavranović 74' | Verslag |        | Stadion: Maksimirstadion, Zagreb Toeschouwers: 11.903 Scheidsrechter: Gediminas Mažeika Assistenten: Vytautas Šimkus Assistenten: Vytenis Kazlauskas Vierde official: Jurij Paskovskij |
| 14 augustus 2018 20:00 uur                                                    |                |         |        | Stadion: Maksimirstadion, Zagreb Toeschouwers: 11.903 Scheidsrechter: Gediminas Mažeika Assistenten: Vytautas Šimkus Assistenten: Vytenis Kazlauskas Vierde official: Jurij Paskovskij |
| 14 augustus 2018 20:00 uur                                                    |                |         |        | Stadion: Maksimirstadion, Zagreb Toeschouwers: 11.903 Scheidsrechter: Gediminas Mažeika Assistenten: Vytautas Šimkus Assistenten: Vytenis Kazlauskas Vierde official: Jurij Paskovskij |
| Bijz.: Dinamo Zagreb won over twee wedstrijden met een totaalscore van 0 – 3. |                |         |        | |

|                           |                  |         |          | |
| 7 augustus 2018 19:15 uur | Malmö FF         | 1 – 1   | Videoton | Stadion: Swedbankstadion, Malmö Toeschouwers: 17.209 Scheidsrechter: Matej Jug Assistenten: Matej Zunic Assistenten: Manuel Vidali Vierde official: Dejan Balazic |
| 7 augustus 2018 19:15 uur | Christiansen 62' | Verslag | 71' Nego | Stadion: Swedbankstadion, Malmö Toeschouwers: 17.209 Scheidsrechter: Matej Jug Assistenten: Matej Zunic Assistenten: Manuel Vidali Vierde official: Dejan Balazic |
| 7 augustus 2018 19:15 uur |                  |         |          | Stadion: Swedbankstadion, Malmö Toeschouwers: 17.209 Scheidsrechter: Matej Jug Assistenten: Matej Zunic Assistenten: Manuel Vidali Vierde official: Dejan Balazic |
| 7 augustus 2018 19:15 uur |                  |         |          | Stadion: Swedbankstadion, Malmö Toeschouwers: 17.209 Scheidsrechter: Matej Jug Assistenten: Matej Zunic Assistenten: Manuel Vidali Vierde official: Dejan Balazic |
|                           |                  |         |          | |

| |          |       |          | |
| 14 augustus 2018 20:00 uur                                                                                         | Videoton | 0 – 0 | Malmö FF | Stadion: Pancho Arena, Felcsút Toeschouwers: 3.422 Scheidsrechter: Xavier Estrada Assistenten: Javier Aguilar Rodríguez Assistenten: Teodoro Sobrino Magán Vierde official: Javier Alberola Rojas |
| 14 augustus 2018 20:00 uur                                                                                         | Verslag  |       |          | Stadion: Pancho Arena, Felcsút Toeschouwers: 3.422 Scheidsrechter: Xavier Estrada Assistenten: Javier Aguilar Rodríguez Assistenten: Teodoro Sobrino Magán Vierde official: Javier Alberola Rojas |
| 14 augustus 2018 20:00 uur                                                                                         |          |       |          | Stadion: Pancho Arena, Felcsút Toeschouwers: 3.422 Scheidsrechter: Xavier Estrada Assistenten: Javier Aguilar Rodríguez Assistenten: Teodoro Sobrino Magán Vierde official: Javier Alberola Rojas |
| 14 augustus 2018 20:00 uur                                                                                         |          |       |          | Stadion: Pancho Arena, Felcsút Toeschouwers: 3.422 Scheidsrechter: Xavier Estrada Assistenten: Javier Aguilar Rodríguez Assistenten: Teodoro Sobrino Magán Vierde official: Javier Alberola Rojas |
| Bijz.: Videoton speelde over twee wedstrijden gelijk met een totaalscore van 1 – 1, maar won door het uitdoelpunt. |          |       |          | |

|                           |                                |         |                         | |
| 7 augustus 2018 20:00 uur | Standard Luik                  | 2 – 2   | Ajax                    | Stadion: Maurice Dufrasnestadion, Luik Toeschouwers: 20.355 Scheidsrechter: Tobias Stieler Assistenten: Marco Achmüller Assistenten: Christian Gittelmann Vierde official: Harm Osmers |
| 7 augustus 2018 20:00 uur | Carcela 67' Emond 90+4' (pen.) | Verslag | 19' Huntelaar 34' Tadić | Stadion: Maurice Dufrasnestadion, Luik Toeschouwers: 20.355 Scheidsrechter: Tobias Stieler Assistenten: Marco Achmüller Assistenten: Christian Gittelmann Vierde official: Harm Osmers |
| 7 augustus 2018 20:00 uur |                                |         |                         | Stadion: Maurice Dufrasnestadion, Luik Toeschouwers: 20.355 Scheidsrechter: Tobias Stieler Assistenten: Marco Achmüller Assistenten: Christian Gittelmann Vierde official: Harm Osmers |
| 7 augustus 2018 20:00 uur |                                |         |                         | Stadion: Maurice Dufrasnestadion, Luik Toeschouwers: 20.355 Scheidsrechter: Tobias Stieler Assistenten: Marco Achmüller Assistenten: Christian Gittelmann Vierde official: Harm Osmers |
|                           |                                |         |                         | |

|                                                                      |                                     |         |               | |
| 14 augustus 2018 20:30 uur                                           | Ajax                                | 3 – 0   | Standard Luik | Stadion: Johan Cruijff ArenA, Amsterdam Toeschouwers: 51.841 Scheidsrechter: Ivan Kružliak Assistenten: Tomáš Somoláni Assistenten: Branislav Hancko Vierde official: Filip Glova |
| 14 augustus 2018 20:30 uur                                           | Huntelaar 30' De Ligt 34' Neres 46' | Verslag |               | Stadion: Johan Cruijff ArenA, Amsterdam Toeschouwers: 51.841 Scheidsrechter: Ivan Kružliak Assistenten: Tomáš Somoláni Assistenten: Branislav Hancko Vierde official: Filip Glova |
| 14 augustus 2018 20:30 uur                                           |                                     |         |               | Stadion: Johan Cruijff ArenA, Amsterdam Toeschouwers: 51.841 Scheidsrechter: Ivan Kružliak Assistenten: Tomáš Somoláni Assistenten: Branislav Hancko Vierde official: Filip Glova |
| 14 augustus 2018 20:30 uur                                           |                                     |         |               | Stadion: Johan Cruijff ArenA, Amsterdam Toeschouwers: 51.841 Scheidsrechter: Ivan Kružliak Assistenten: Tomáš Somoláni Assistenten: Branislav Hancko Vierde official: Filip Glova |
| Bijz.: Ajax won over twee wedstrijden met een totaalscore van 2 – 5. |                                     |         |               | |

|                           |           |         |            | |
| 7 augustus 2018 21:00 uur | Benfica   | 1 – 0   | Fenerbahçe | Stadion: Estádio da Luz, Lissabon Toeschouwers: 57.878 Scheidsrechter: Aleksej Koelbakov Assistenten: Dzmitryj Zuk Assistenten: Alieh Maslianka Vierde official: Dzianis Scarbakou |
| 7 augustus 2018 21:00 uur | Cervi 69' | Verslag |            | Stadion: Estádio da Luz, Lissabon Toeschouwers: 57.878 Scheidsrechter: Aleksej Koelbakov Assistenten: Dzmitryj Zuk Assistenten: Alieh Maslianka Vierde official: Dzianis Scarbakou |
| 7 augustus 2018 21:00 uur |           |         |            | Stadion: Estádio da Luz, Lissabon Toeschouwers: 57.878 Scheidsrechter: Aleksej Koelbakov Assistenten: Dzmitryj Zuk Assistenten: Alieh Maslianka Vierde official: Dzianis Scarbakou |
| 7 augustus 2018 21:00 uur |           |         |            | Stadion: Estádio da Luz, Lissabon Toeschouwers: 57.878 Scheidsrechter: Aleksej Koelbakov Assistenten: Dzmitryj Zuk Assistenten: Alieh Maslianka Vierde official: Dzianis Scarbakou |
|                           |           |         |            | |

|                                                                         |             |         |               | |
| 14 augustus 2018 20:00 uur                                              | Fenerbahçe  | 1 – 1   | Benfica       | Stadion: Şükrü Saracoğlustadion, Istanboel Toeschouwers: 42.245 Scheidsrechter: Slavko Vinčić Assistenten: Tomaž Klančnik Assistenten: Andraž Kovačič Vierde official: Roberto Ponis |
| 14 augustus 2018 20:00 uur                                              | Potuk 45+1' | Verslag | 26' Fernandes | Stadion: Şükrü Saracoğlustadion, Istanboel Toeschouwers: 42.245 Scheidsrechter: Slavko Vinčić Assistenten: Tomaž Klančnik Assistenten: Andraž Kovačič Vierde official: Roberto Ponis |
| 14 augustus 2018 20:00 uur                                              |             |         |               | Stadion: Şükrü Saracoğlustadion, Istanboel Toeschouwers: 42.245 Scheidsrechter: Slavko Vinčić Assistenten: Tomaž Klančnik Assistenten: Andraž Kovačič Vierde official: Roberto Ponis |
| 14 augustus 2018 20:00 uur                                              |             |         |               | Stadion: Şükrü Saracoğlustadion, Istanboel Toeschouwers: 42.245 Scheidsrechter: Slavko Vinčić Assistenten: Tomaž Klančnik Assistenten: Andraž Kovačič Vierde official: Roberto Ponis |
| Bijz.: Benfica won over twee wedstrijden met een totaalscore van 2 – 1. |             |         |               | |

|                           |                       |         |             | |
| 7 augustus 2018 19:30 uur | Slavia Praag          | 1 – 1   | Dynamo Kiev | Stadion: Eden Aréna, Praag Toeschouwers: 19.370 Scheidsrechter: Craig Pawson Assistenten: Lee Betts Assistenten: Ian Hussin Vierde official: Cristopher Kavanagh |
| 7 augustus 2018 19:30 uur | Hušbauer 90+5' (pen.) | Verslag | 82' Verbič  | Stadion: Eden Aréna, Praag Toeschouwers: 19.370 Scheidsrechter: Craig Pawson Assistenten: Lee Betts Assistenten: Ian Hussin Vierde official: Cristopher Kavanagh |
| 7 augustus 2018 19:30 uur |                       |         |             | Stadion: Eden Aréna, Praag Toeschouwers: 19.370 Scheidsrechter: Craig Pawson Assistenten: Lee Betts Assistenten: Ian Hussin Vierde official: Cristopher Kavanagh |
| 7 augustus 2018 19:30 uur |                       |         |             | Stadion: Eden Aréna, Praag Toeschouwers: 19.370 Scheidsrechter: Craig Pawson Assistenten: Lee Betts Assistenten: Ian Hussin Vierde official: Cristopher Kavanagh |
|                           |                       |         |             | |

|                                                                             |                         |         |              | |
| 14 augustus 2018 18:30 uur                                                  | Dynamo Kiev             | 2 – 0   | Slavia Praag | Stadion: NSK Olimpiejsky, Kiev Toeschouwers: 39.318 Scheidsrechter: Daniel Stefański Assistenten: Marcin Boniek Assistenten: Dawid Golis Vierde official: Zbigniew Dobrynin |
| 14 augustus 2018 18:30 uur                                                  | Verbič 11' Besyedin 74' | Verslag |              | Stadion: NSK Olimpiejsky, Kiev Toeschouwers: 39.318 Scheidsrechter: Daniel Stefański Assistenten: Marcin Boniek Assistenten: Dawid Golis Vierde official: Zbigniew Dobrynin |
| 14 augustus 2018 18:30 uur                                                  |                         |         |              | Stadion: NSK Olimpiejsky, Kiev Toeschouwers: 39.318 Scheidsrechter: Daniel Stefański Assistenten: Marcin Boniek Assistenten: Dawid Golis Vierde official: Zbigniew Dobrynin |
| 14 augustus 2018 18:30 uur                                                  |                         |         |              | Stadion: NSK Olimpiejsky, Kiev Toeschouwers: 39.318 Scheidsrechter: Daniel Stefański Assistenten: Marcin Boniek Assistenten: Dawid Golis Vierde official: Zbigniew Dobrynin |
| Bijz.: Dynamo Kiev won over twee wedstrijden met een totaalscore van 1 – 3. |                         |         |              | |

|                           |                                            |         |                     | |
| 8 augustus 2018 19:00 uur | PAOK Saloniki                              | 3 – 2   | Spartak Moskou      | Stadion: Toumbastadion, Thessaloniki Toeschouwers: 24.463 Scheidsrechter: Orel Grinfeeld Assistenten: Idan Yarkoni Assistenten: Roy Hassan Vierde official: Alon Yefet |
| 8 augustus 2018 19:00 uur | Prijović 29' (pen.) Limnios 37' Pelkas 44' | Verslag | 7' Popov 17' Promes | Stadion: Toumbastadion, Thessaloniki Toeschouwers: 24.463 Scheidsrechter: Orel Grinfeeld Assistenten: Idan Yarkoni Assistenten: Roy Hassan Vierde official: Alon Yefet |
| 8 augustus 2018 19:00 uur |                                            |         |                     | Stadion: Toumbastadion, Thessaloniki Toeschouwers: 24.463 Scheidsrechter: Orel Grinfeeld Assistenten: Idan Yarkoni Assistenten: Roy Hassan Vierde official: Alon Yefet |
| 8 augustus 2018 19:00 uur |                                            |         |                     | Stadion: Toumbastadion, Thessaloniki Toeschouwers: 24.463 Scheidsrechter: Orel Grinfeeld Assistenten: Idan Yarkoni Assistenten: Roy Hassan Vierde official: Alon Yefet |
|                           |                                            |         |                     | |

|                                                                               |                |         |               | |
| 14 augustus 2018 19:30 uur                                                    | Spartak Moskou | 0 – 0   | PAOK Saloniki | Stadion: Otkrytieje Arena, Moskou Toeschouwers: 40.385 Scheidsrechter: Ruddy Buquet Assistenten: Guillaume Debart Assistenten: Julien Pacelli Vierde official: Jérôme Miguelgorry |
| 14 augustus 2018 19:30 uur                                                    | Adriano 33'    | Verslag |               | Stadion: Otkrytieje Arena, Moskou Toeschouwers: 40.385 Scheidsrechter: Ruddy Buquet Assistenten: Guillaume Debart Assistenten: Julien Pacelli Vierde official: Jérôme Miguelgorry |
| 14 augustus 2018 19:30 uur                                                    |                |         |               | Stadion: Otkrytieje Arena, Moskou Toeschouwers: 40.385 Scheidsrechter: Ruddy Buquet Assistenten: Guillaume Debart Assistenten: Julien Pacelli Vierde official: Jérôme Miguelgorry |
| 14 augustus 2018 19:30 uur                                                    |                |         |               | Stadion: Otkrytieje Arena, Moskou Toeschouwers: 40.385 Scheidsrechter: Ruddy Buquet Assistenten: Guillaume Debart Assistenten: Julien Pacelli Vierde official: Jérôme Miguelgorry |
| Bijz.: PAOK Saloniki won over twee wedstrijden met een totaalscore van 3 – 2. |                |         |               | |

### Play-offronde
De loting vond plaats op 6 augustus 2018. De play-offronde bestond uit twee aparte constructies: een voor kampioenen en een voor niet-kampioenen. De verliezende clubs uit beide constructies stroomden door naar het hoofdtoernooi van de UEFA Europa League 2018/19. De heenwedstrijden werden gespeeld op 21 en 22 augustus, de terugwedstrijden op 28 en 29 augustus 2018.

#### Loting

##### Kampioenen
Aan de play-offronde voor kampioenen deden 8 clubs mee: 2 nieuwe clubs en de 6 winnaars uit de derde kwalificatieronde (kampioenen).
| Geplaatst | Geplaatst                                                      | Ongeplaatst        | Ongeplaatst |
| Team | Coeff.                                                         | Team               | Coeff.      |
| --- | -------------------------------------------------------------- | ------------------ | ----------- |
| Red Bull Salzburg | 55.500                                                         | BATE Borisov       | (20.500)    |
| PSV | 36.000                                                         | Young Boys         | 20.500      |
| AEK Athene | (31.000)                                                       | Videoton           | (14.000)    |
| Dinamo Zagreb | (21.750)                                                       | Rode Ster Belgrado | 10.750      |
| \| Legenda \| \| \| Geplaatst voor de groepsfase in het hoofdtoernooi \| \| \| Geplaatst voor de groepsfase van de Europa League \| \| \| Symbool: \| Betekenis: \| \| (.....) \| Door op de coëfficiënt van de tegenstander uit de vorige ronde \| |                                                                |                    |             |
| Legenda |                                                                |                    |             |
| Geplaatst voor de groepsfase in het hoofdtoernooi |                                                                |                    |             |
| Geplaatst voor de groepsfase van de Europa League |                                                                |                    |             |
| Symbool: | Betekenis:                                                     |                    |             |
| (.....) | Door op de coëfficiënt van de tegenstander uit de vorige ronde |                    |             |

##### Niet-kampioenen
Aan de play-offronde voor niet-kampioenen deden de 4 winnaars van de derde kwalificatieronde (niet-kampioenen) mee.
| Geplaatst | Geplaatst                                                      | Ongeplaatst   | Ongeplaatst |
| Team | Coeff.                                                         | Team          | Coeff.      |
| --- | -------------------------------------------------------------- | ------------- | ----------- |
| Benfica | 80.000                                                         | Ajax          | 53.500      |
| Dynamo Kiev | 62.000                                                         | PAOK Saloniki | 29.500      |
| \| Legenda \| \| \| Geplaatst voor de groepsfase in het hoofdtoernooi \| \| \| Geplaatst voor de groepsfase van de Europa League \| \| \| Symbool: \| Betekenis: \| \| (.....) \| Door op de coëfficiënt van de tegenstander uit de vorige ronde \| |                                                                |               |             |
| Legenda |                                                                |               |             |
| Geplaatst voor de groepsfase in het hoofdtoernooi |                                                                |               |             |
| Geplaatst voor de groepsfase van de Europa League |                                                                |               |             |
| Symbool: | Betekenis:                                                     |               |             |
| (.....) | Door op de coëfficiënt van de tegenstander uit de vorige ronde |               |             |

| Team 1             | Tot.       | Team 2            | 1e wedstr. | 2e wedstr. |
| Kampioenen         | Kampioenen | Kampioenen        | Kampioenen | Kampioenen |
| ------------------ | ---------- | ----------------- | ---------- | ---------- |
| Rode Ster Belgrado | (u) 2 – 2  | Red Bull Salzburg | 0 – 0      | 2 – 2      |
| BATE Borisov       | 2 – 6      | PSV               | 2 – 3      | 0 – 3      |
| Young Boys         | 3 – 2      | Dinamo Zagreb     | 1 – 1      | 2 – 1      |
| Videoton           | 2 – 3      | AEK Athene        | 1 – 2      | 1 – 1      |
| Niet-kampioenen    |            |                   |            |            |
| Benfica            | 5 – 2      | PAOK Saloniki     | 1 – 1      | 4 – 1      |
| Ajax               | 3 – 1      | Dynamo Kiev       | 3 – 1      | 0 – 0      |

#### Wedstrijden

##### Heen- en terugwedstrijden
|                            |                    |       |                   | |
| 21 augustus 2018 21:00 uur | Rode Ster Belgrado | 0 – 0 | Red Bull Salzburg | Stadion: Rode Sterstadion, Belgrado Toeschouwers: 0 Scheidsrechter: Daniele Orsato Assistenten: Lorenzo Manganelli Assistenten: Alessandro Costanzo Vierde official: Matteo Passeri Doellijnassistenten: Marco Guida Doellijnassistenten: Daniele Doveri |
| 21 augustus 2018 21:00 uur | Verslag            |       |                   | Stadion: Rode Sterstadion, Belgrado Toeschouwers: 0 Scheidsrechter: Daniele Orsato Assistenten: Lorenzo Manganelli Assistenten: Alessandro Costanzo Vierde official: Matteo Passeri Doellijnassistenten: Marco Guida Doellijnassistenten: Daniele Doveri |
| 21 augustus 2018 21:00 uur |                    |       |                   | Stadion: Rode Sterstadion, Belgrado Toeschouwers: 0 Scheidsrechter: Daniele Orsato Assistenten: Lorenzo Manganelli Assistenten: Alessandro Costanzo Vierde official: Matteo Passeri Doellijnassistenten: Marco Guida Doellijnassistenten: Daniele Doveri |
| 21 augustus 2018 21:00 uur |                    |       |                   | Stadion: Rode Sterstadion, Belgrado Toeschouwers: 0 Scheidsrechter: Daniele Orsato Assistenten: Lorenzo Manganelli Assistenten: Alessandro Costanzo Vierde official: Matteo Passeri Doellijnassistenten: Marco Guida Doellijnassistenten: Daniele Doveri |
|                            |                    |       |                   | |

| |                        |         |                    | |
| 29 augustus 2018 21:00 uur | Red Bull Salzburg      | 2 – 2   | Rode Ster Belgrado | Stadion: Red Bull Arena, Salzburg Toeschouwers: 26.500 Scheidsrechter: Cüneyt Çakır Assistenten: Bahattin Duran Assistenten: Tarik Ongun Vierde official: Ceyhun Sesigüzel Doellijnassistenten: Halis Özkahya Doellijnassistenten: Barış Şimşek |
| 29 augustus 2018 21:00 uur | Dabour 45', 48' (pen.) | Verslag | 65', 66' Nabouhane | Stadion: Red Bull Arena, Salzburg Toeschouwers: 26.500 Scheidsrechter: Cüneyt Çakır Assistenten: Bahattin Duran Assistenten: Tarik Ongun Vierde official: Ceyhun Sesigüzel Doellijnassistenten: Halis Özkahya Doellijnassistenten: Barış Şimşek |
| 29 augustus 2018 21:00 uur |                        |         |                    | Stadion: Red Bull Arena, Salzburg Toeschouwers: 26.500 Scheidsrechter: Cüneyt Çakır Assistenten: Bahattin Duran Assistenten: Tarik Ongun Vierde official: Ceyhun Sesigüzel Doellijnassistenten: Halis Özkahya Doellijnassistenten: Barış Şimşek |
| 29 augustus 2018 21:00 uur |                        |         |                    | Stadion: Red Bull Arena, Salzburg Toeschouwers: 26.500 Scheidsrechter: Cüneyt Çakır Assistenten: Bahattin Duran Assistenten: Tarik Ongun Vierde official: Ceyhun Sesigüzel Doellijnassistenten: Halis Özkahya Doellijnassistenten: Barış Şimşek |
| Bijz.: Rode Ster Belgrado speelde over twee wedstrijden gelijk met een totaalscore van 2 – 2, maar won door de gemaakte uitdoelpunten. |                        |         |                    | |

|                            |                      |         |                                         | |
| 21 augustus 2018 21:00 uur | BATE Borisov         | 2 – 3   | PSV                                     | Stadion: Borisov Arena, Borisov Toeschouwers: 9.284 Scheidsrechter: Felix Zwayer Assistenten: Thorsten Schiffner Assistenten: Marco Achmüller Vierde official: Stefan Lupp Doellijnassistenten: Tobias Welz Doellijnassistenten: Sascha Stegemann |
| 21 augustus 2018 21:00 uur | Tuominen 9' Hleb 88' | Verslag | 35' (pen.) Pereiro 61' Lozano 89' Malen | Stadion: Borisov Arena, Borisov Toeschouwers: 9.284 Scheidsrechter: Felix Zwayer Assistenten: Thorsten Schiffner Assistenten: Marco Achmüller Vierde official: Stefan Lupp Doellijnassistenten: Tobias Welz Doellijnassistenten: Sascha Stegemann |
| 21 augustus 2018 21:00 uur |                      |         |                                         | Stadion: Borisov Arena, Borisov Toeschouwers: 9.284 Scheidsrechter: Felix Zwayer Assistenten: Thorsten Schiffner Assistenten: Marco Achmüller Vierde official: Stefan Lupp Doellijnassistenten: Tobias Welz Doellijnassistenten: Sascha Stegemann |
| 21 augustus 2018 21:00 uur |                      |         |                                         | Stadion: Borisov Arena, Borisov Toeschouwers: 9.284 Scheidsrechter: Felix Zwayer Assistenten: Thorsten Schiffner Assistenten: Marco Achmüller Vierde official: Stefan Lupp Doellijnassistenten: Tobias Welz Doellijnassistenten: Sascha Stegemann |
|                            |                      |         |                                         | |

|                                                                     |                                     |         |              | |
| 29 augustus 2018 21:00 uur                                          | PSV                                 | 3 – 0   | BATE Borisov | Stadion: Philips Stadion, Eindhoven Toeschouwers: 34.200 Scheidsrechter: Anthony Taylor Assistenten: Gary Beswick Assistenten: Adam Nunn Vierde official: Ian Hussin Doellijnassistenten: Paul Tierney Doellijnassistenten: Martin Atkinson |
| 29 augustus 2018 21:00 uur                                          | Bergwijn 14' De Jong 36' Lozano 62' | Verslag |              | Stadion: Philips Stadion, Eindhoven Toeschouwers: 34.200 Scheidsrechter: Anthony Taylor Assistenten: Gary Beswick Assistenten: Adam Nunn Vierde official: Ian Hussin Doellijnassistenten: Paul Tierney Doellijnassistenten: Martin Atkinson |
| 29 augustus 2018 21:00 uur                                          |                                     |         |              | Stadion: Philips Stadion, Eindhoven Toeschouwers: 34.200 Scheidsrechter: Anthony Taylor Assistenten: Gary Beswick Assistenten: Adam Nunn Vierde official: Ian Hussin Doellijnassistenten: Paul Tierney Doellijnassistenten: Martin Atkinson |
| 29 augustus 2018 21:00 uur                                          |                                     |         |              | Stadion: Philips Stadion, Eindhoven Toeschouwers: 34.200 Scheidsrechter: Anthony Taylor Assistenten: Gary Beswick Assistenten: Adam Nunn Vierde official: Ian Hussin Doellijnassistenten: Paul Tierney Doellijnassistenten: Martin Atkinson |
| Bijz.: PSV won over twee wedstrijden met een totaalscore van 2 – 6. |                                     |         |              | |

|                            |            |         |               | |
| 22 augustus 2018 21:00 uur | Young Boys | 1 – 1   | Dinamo Zagreb | Stadion: Stade de Suisse, Bern Toeschouwers: 21.463 Scheidsrechter: Alberto Undiano Mallenco Assistenten: Roberto Alonso Fernández Assistenten: Juan Yuste Jiménez Vierde official: Raúl Cabañero Martínez Doellijnassistenten: Juan Martínez Munuera Doellijnassistenten: José Sánchez Martínez |
| 22 augustus 2018 21:00 uur | Mbabu 2'   | Verslag | 40' Oršić     | Stadion: Stade de Suisse, Bern Toeschouwers: 21.463 Scheidsrechter: Alberto Undiano Mallenco Assistenten: Roberto Alonso Fernández Assistenten: Juan Yuste Jiménez Vierde official: Raúl Cabañero Martínez Doellijnassistenten: Juan Martínez Munuera Doellijnassistenten: José Sánchez Martínez |
| 22 augustus 2018 21:00 uur |            |         |               | Stadion: Stade de Suisse, Bern Toeschouwers: 21.463 Scheidsrechter: Alberto Undiano Mallenco Assistenten: Roberto Alonso Fernández Assistenten: Juan Yuste Jiménez Vierde official: Raúl Cabañero Martínez Doellijnassistenten: Juan Martínez Munuera Doellijnassistenten: José Sánchez Martínez |
| 22 augustus 2018 21:00 uur |            |         |               | Stadion: Stade de Suisse, Bern Toeschouwers: 21.463 Scheidsrechter: Alberto Undiano Mallenco Assistenten: Roberto Alonso Fernández Assistenten: Juan Yuste Jiménez Vierde official: Raúl Cabañero Martínez Doellijnassistenten: Juan Martínez Munuera Doellijnassistenten: José Sánchez Martínez |
|                            |            |         |               | |

|                                                                            |               |         |                        | |
| 28 augustus 2018 21:00 uur                                                 | Dinamo Zagreb | 1 – 2   | Young Boys             | Stadion: Maksimirstadion, Zagreb Toeschouwers: 28.137 Scheidsrechter: Björn Kuipers Assistenten: Sander van Roekel Assistenten: Erwin Zeinstra Vierde official: Charles Schaap Doellijnassistenten: Dennis Higler Doellijnassistenten: Pol van Boekel |
| 28 augustus 2018 21:00 uur                                                 | Hajrović 7'   | Verslag | 64' (pen.), 66' Hoarau | Stadion: Maksimirstadion, Zagreb Toeschouwers: 28.137 Scheidsrechter: Björn Kuipers Assistenten: Sander van Roekel Assistenten: Erwin Zeinstra Vierde official: Charles Schaap Doellijnassistenten: Dennis Higler Doellijnassistenten: Pol van Boekel |
| 28 augustus 2018 21:00 uur                                                 |               |         |                        | Stadion: Maksimirstadion, Zagreb Toeschouwers: 28.137 Scheidsrechter: Björn Kuipers Assistenten: Sander van Roekel Assistenten: Erwin Zeinstra Vierde official: Charles Schaap Doellijnassistenten: Dennis Higler Doellijnassistenten: Pol van Boekel |
| 28 augustus 2018 21:00 uur                                                 |               |         |                        | Stadion: Maksimirstadion, Zagreb Toeschouwers: 28.137 Scheidsrechter: Björn Kuipers Assistenten: Sander van Roekel Assistenten: Erwin Zeinstra Vierde official: Charles Schaap Doellijnassistenten: Dennis Higler Doellijnassistenten: Pol van Boekel |
| Bijz.: Young Boys won over twee wedstrijden met een totaalscore van 3 – 2. |               |         |                        | |

|                            |                        |         |                                   | |
| 22 augustus 2018 21:00 uur | Videoton               | 1 – 2   | AEK Athene                        | Stadion: Groupama Arena, Boedapest Toeschouwers: 10.681 Scheidsrechter: Gianluca Rocchi Assistenten: Elenito Di Liberatore Assistenten: Mauro Tonolini Vierde official: Fabiano Preti Doellijnassistenten: Luca Banti Doellijnassistenten: Massimiliano Irrati |
| 22 augustus 2018 21:00 uur | Huszti 23' Lazović 68' | Verslag | 34' Klonaridis 49', 54' Bakasetas | Stadion: Groupama Arena, Boedapest Toeschouwers: 10.681 Scheidsrechter: Gianluca Rocchi Assistenten: Elenito Di Liberatore Assistenten: Mauro Tonolini Vierde official: Fabiano Preti Doellijnassistenten: Luca Banti Doellijnassistenten: Massimiliano Irrati |
| 22 augustus 2018 21:00 uur |                        |         |                                   | Stadion: Groupama Arena, Boedapest Toeschouwers: 10.681 Scheidsrechter: Gianluca Rocchi Assistenten: Elenito Di Liberatore Assistenten: Mauro Tonolini Vierde official: Fabiano Preti Doellijnassistenten: Luca Banti Doellijnassistenten: Massimiliano Irrati |
| 22 augustus 2018 21:00 uur |                        |         |                                   | Stadion: Groupama Arena, Boedapest Toeschouwers: 10.681 Scheidsrechter: Gianluca Rocchi Assistenten: Elenito Di Liberatore Assistenten: Mauro Tonolini Vierde official: Fabiano Preti Doellijnassistenten: Luca Banti Doellijnassistenten: Massimiliano Irrati |
|                            |                        |         |                                   | |

|                                                                            |                                            |         |          | |
| 28 augustus 2018 21:00 uur                                                 | AEK Athene                                 | 1 – 1   | Videoton | Stadion: Olympisch Stadion Spyridon Louis, Athene Toeschouwers: 29.774 Scheidsrechter: Szymon Marciniak Assistenten: Paweł Sokolnicki Assistenten: Tomasz Listkiewicz Vierde official: Radosław Siejka Doellijnassistenten: Paweł Raczkowski Doellijnassistenten: Tomasz Musiał |
| 28 augustus 2018 21:00 uur                                                 | Mantalos 48' (pen.) Lopes 80' Livaja 90+8' | Verslag | 57' Nego | Stadion: Olympisch Stadion Spyridon Louis, Athene Toeschouwers: 29.774 Scheidsrechter: Szymon Marciniak Assistenten: Paweł Sokolnicki Assistenten: Tomasz Listkiewicz Vierde official: Radosław Siejka Doellijnassistenten: Paweł Raczkowski Doellijnassistenten: Tomasz Musiał |
| 28 augustus 2018 21:00 uur                                                 |                                            |         |          | Stadion: Olympisch Stadion Spyridon Louis, Athene Toeschouwers: 29.774 Scheidsrechter: Szymon Marciniak Assistenten: Paweł Sokolnicki Assistenten: Tomasz Listkiewicz Vierde official: Radosław Siejka Doellijnassistenten: Paweł Raczkowski Doellijnassistenten: Tomasz Musiał |
| 28 augustus 2018 21:00 uur                                                 |                                            |         |          | Stadion: Olympisch Stadion Spyridon Louis, Athene Toeschouwers: 29.774 Scheidsrechter: Szymon Marciniak Assistenten: Paweł Sokolnicki Assistenten: Tomasz Listkiewicz Vierde official: Radosław Siejka Doellijnassistenten: Paweł Raczkowski Doellijnassistenten: Tomasz Musiał |
| Bijz.: AEK Athene won over twee wedstrijden met een totaalscore van 2 – 3. |                                            |         |          | |

|                            |                    |         |               | |
| 21 augustus 2018 21:00 uur | Benfica            | 1 – 1   | PAOK Saloniki | Stadion: Estádio da Luz, Lissabon Toeschouwers: 44.084 Scheidsrechter: Milorad Mažić Assistenten: Milovan Ristić Assistenten: Dalibor Djurdjević Vierde official: Nemanja Petrović Doellijnassistenten: Nenad Djokić Doellijnassistenten: Danilo Grujić |
| 21 augustus 2018 21:00 uur | Pizzi 45+1' (pen.) | Verslag | 76' Warda     | Stadion: Estádio da Luz, Lissabon Toeschouwers: 44.084 Scheidsrechter: Milorad Mažić Assistenten: Milovan Ristić Assistenten: Dalibor Djurdjević Vierde official: Nemanja Petrović Doellijnassistenten: Nenad Djokić Doellijnassistenten: Danilo Grujić |
| 21 augustus 2018 21:00 uur |                    |         |               | Stadion: Estádio da Luz, Lissabon Toeschouwers: 44.084 Scheidsrechter: Milorad Mažić Assistenten: Milovan Ristić Assistenten: Dalibor Djurdjević Vierde official: Nemanja Petrović Doellijnassistenten: Nenad Djokić Doellijnassistenten: Danilo Grujić |
| 21 augustus 2018 21:00 uur |                    |         |               | Stadion: Estádio da Luz, Lissabon Toeschouwers: 44.084 Scheidsrechter: Milorad Mažić Assistenten: Milovan Ristić Assistenten: Dalibor Djurdjević Vierde official: Nemanja Petrović Doellijnassistenten: Nenad Djokić Doellijnassistenten: Danilo Grujić |
|                            |                    |         |               | |

|                                                                         |                            |         |                                                    | |
| 29 augustus 2018 21:00 uur                                              | PAOK Saloniki              | 1 – 4   | Benfica                                            | Stadion: Toumbastadion, Thessaloniki Toeschouwers: 26.725 Scheidsrechter: Felix Brych Assistenten: Mark Borsch Assistenten: Stefan Lupp Vierde official: Markus Häcker Doellijnassistenten: Bastian Dankert Doellijnassistenten: Marco Fritz |
| 29 augustus 2018 21:00 uur                                              | Prijović 13' Matos 8', 76' | Verslag | 20' Jardel 26' (pen.), 50' (pen.) Salvio 39' Pizzi | Stadion: Toumbastadion, Thessaloniki Toeschouwers: 26.725 Scheidsrechter: Felix Brych Assistenten: Mark Borsch Assistenten: Stefan Lupp Vierde official: Markus Häcker Doellijnassistenten: Bastian Dankert Doellijnassistenten: Marco Fritz |
| 29 augustus 2018 21:00 uur                                              |                            |         |                                                    | Stadion: Toumbastadion, Thessaloniki Toeschouwers: 26.725 Scheidsrechter: Felix Brych Assistenten: Mark Borsch Assistenten: Stefan Lupp Vierde official: Markus Häcker Doellijnassistenten: Bastian Dankert Doellijnassistenten: Marco Fritz |
| 29 augustus 2018 21:00 uur                                              |                            |         |                                                    | Stadion: Toumbastadion, Thessaloniki Toeschouwers: 26.725 Scheidsrechter: Felix Brych Assistenten: Mark Borsch Assistenten: Stefan Lupp Vierde official: Markus Häcker Doellijnassistenten: Bastian Dankert Doellijnassistenten: Marco Fritz |
| Bijz.: Benfica won over twee wedstrijden met een totaalscore van 5 – 2. |                            |         |                                                    | |

|                            |                                     |         |              | |
| 22 augustus 2018 21:00 uur | Ajax                                | 3 – 1   | Dynamo Kiev  | Stadion: Johan Cruijff ArenA, Amsterdam Toeschouwers: 52.706 Scheidsrechter: Clément Turpin Assistenten: Nicolas Danos Assistenten: Cyril Gringore Vierde official: Guillaume Debart Doellijnassistenten: Ruddy Buquet Doellijnassistenten: Nicolas Rainville |
| 22 augustus 2018 21:00 uur | Van de Beek 2' Ziyech 35' Tadić 43' | Verslag | 16' Kędziora | Stadion: Johan Cruijff ArenA, Amsterdam Toeschouwers: 52.706 Scheidsrechter: Clément Turpin Assistenten: Nicolas Danos Assistenten: Cyril Gringore Vierde official: Guillaume Debart Doellijnassistenten: Ruddy Buquet Doellijnassistenten: Nicolas Rainville |
| 22 augustus 2018 21:00 uur |                                     |         |              | Stadion: Johan Cruijff ArenA, Amsterdam Toeschouwers: 52.706 Scheidsrechter: Clément Turpin Assistenten: Nicolas Danos Assistenten: Cyril Gringore Vierde official: Guillaume Debart Doellijnassistenten: Ruddy Buquet Doellijnassistenten: Nicolas Rainville |
| 22 augustus 2018 21:00 uur |                                     |         |              | Stadion: Johan Cruijff ArenA, Amsterdam Toeschouwers: 52.706 Scheidsrechter: Clément Turpin Assistenten: Nicolas Danos Assistenten: Cyril Gringore Vierde official: Guillaume Debart Doellijnassistenten: Ruddy Buquet Doellijnassistenten: Nicolas Rainville |
|                            |                                     |         |              | |

|                                                                      |             |       |      | |
| 28 augustus 2018 21:00 uur                                           | Dynamo Kiev | 0 – 0 | Ajax | Stadion: NSK Olimpiejsky, Kiev Toeschouwers: 40.131 Scheidsrechter: Damir Skomina Assistenten: Jure Praprotnik Assistenten: Robert Vukan Vierde official: Tomaž Klančnik Doellijnassistenten: Matej Jug Doellijnassistenten: Slavko Vinčić |
| 28 augustus 2018 21:00 uur                                           | Verslag     |       |      | Stadion: NSK Olimpiejsky, Kiev Toeschouwers: 40.131 Scheidsrechter: Damir Skomina Assistenten: Jure Praprotnik Assistenten: Robert Vukan Vierde official: Tomaž Klančnik Doellijnassistenten: Matej Jug Doellijnassistenten: Slavko Vinčić |
| 28 augustus 2018 21:00 uur                                           |             |       |      | Stadion: NSK Olimpiejsky, Kiev Toeschouwers: 40.131 Scheidsrechter: Damir Skomina Assistenten: Jure Praprotnik Assistenten: Robert Vukan Vierde official: Tomaž Klančnik Doellijnassistenten: Matej Jug Doellijnassistenten: Slavko Vinčić |
| 28 augustus 2018 21:00 uur                                           |             |       |      | Stadion: NSK Olimpiejsky, Kiev Toeschouwers: 40.131 Scheidsrechter: Damir Skomina Assistenten: Jure Praprotnik Assistenten: Robert Vukan Vierde official: Tomaž Klančnik Doellijnassistenten: Matej Jug Doellijnassistenten: Slavko Vinčić |
| Bijz.: Ajax won over twee wedstrijden met een totaalscore van 3 – 1. |             |       |      | |

## Topscorers
Legenda
- Pos. Positie
- Speler Naam speler
- Club Naam club
- Wed Aantal gespeelde wedstrijden
- Doelpunt
- Waarvan strafschoppen

| Pos. | Speler                  | Club                   | Wed |   | Gescoord met penalty |
| ---- | ----------------------- | ---------------------- | --- | - | -------------------- |
| 1.   | El Fardou Ben Nabouhane | Rode Ster Belgrado     | 8   | 6 | 1                    |
| 2.   | Besart Ibraimi          | FK Shkendija 79 Tetovo | 6   | 5 | 0                    |
| 3.   | Moanes Dabour           | Red Bull Salzburg      | 4   | 4 | 2                    |
| 3.   | Klaas-Jan Huntelaar     | Ajax                   | 6   | 4 | 0                    |
| 3.   | Aleksandar Prijović     | PAOK Saloniki          | 6   | 4 | 1                    |
| 3.   | Nemanja Radonjić        | Rode Ster Belgrado     | 8   | 4 | 0                    |
| 3.   | Jakub Świerczok         | PFK Ludogorets         | 4   | 4 | 0                    |
| 8.   | Rigino Cicilia          | Sūduva Marijampolė     | 4   | 3 | 0                    |
| 8.   | Odsonne Édouard         | Celtic                 | 5   | 3 | 0                    |
| 8.   | Izet Hajrović           | Dinamo Zagreb          | 6   | 3 | 0                    |
| 8.   | Carlos Strandberg       | Malmö FF               | 5   | 3 | 0                    |
| 8.   | Dušan Tadić             | Ajax                   | 6   | 3 | 0                    |